# Abies
Gli abeti (Abies Mill., 1754) sono un genere comprendente 48 specie di conifere sempreverdi della famiglia delle Pinaceae.

## Etimologia
Il nome generico Abies, utilizzato già dai latini, potrebbe, secondo un'interpretazione etimologica, derivare dalla parola greca ἄβιος, ovvero longevo.

## Descrizione
Il genere comprende diverse specie di alberi che raggiungono altezze di 10-80 m e un diametro del tronco di 0,5-4 m da adulti. Si distinguono da altre Pinacee in quanto:
- hanno le foglie (vale a dire, gli "aghi") inserite singolarmente, mentre gli aghi dei pini (Pinus), larici (Larix) e cedri (Cedrus) sono riuniti a gruppi (di 2-5 ma anche 10-40) su particolari rametti detti brachiblasti;
- hanno gli aghi appiattiti, mentre i pecci (Picea) hanno aghi con sezione rombica;
- gli strobili crescono eretti, mentre nelle specie di Picea, Tsuga e Pseudotsuga crescono inclinati o penduli;
- gli strobili si disintegrano a maturità per rilasciare i semi alati.

### Portamento
Come la maggior parte degli altri generi di Pinaceae, gli abeti sono alberi sempreverdi monoici con chioma conica o a forma di guglia, spesso appiattita o arrotondata negli esemplari anziani. Alle alte quote, vicino al limite della vegetazione arborea, raggiungono in genere dimensioni più contenute e forme più irregolari e contorte. Il loro portamento si distingue all'interno delle altre Pinaceae per la particolare uniformità: tipicamente presentano un fusto monopodiale, ovvero un unico tronco diritto, con i rami che crescono secondo uno schema a spirale, con ogni spira che rappresenta un anno di età, così che è talvolta possibile determinare l'età di un abete semplicemente contando le spire. I rami sono estremamente regolari, con un virgulto terminale, e due virgulti laterali che crescono ogni anno sulla punta dei rami più attivi. La regolarità della forma degli abeti si riscontra parzialmente solo nei pecci e nei larici, mentre è molto meno comune nei pini e assolutamente assente nelle tuie.

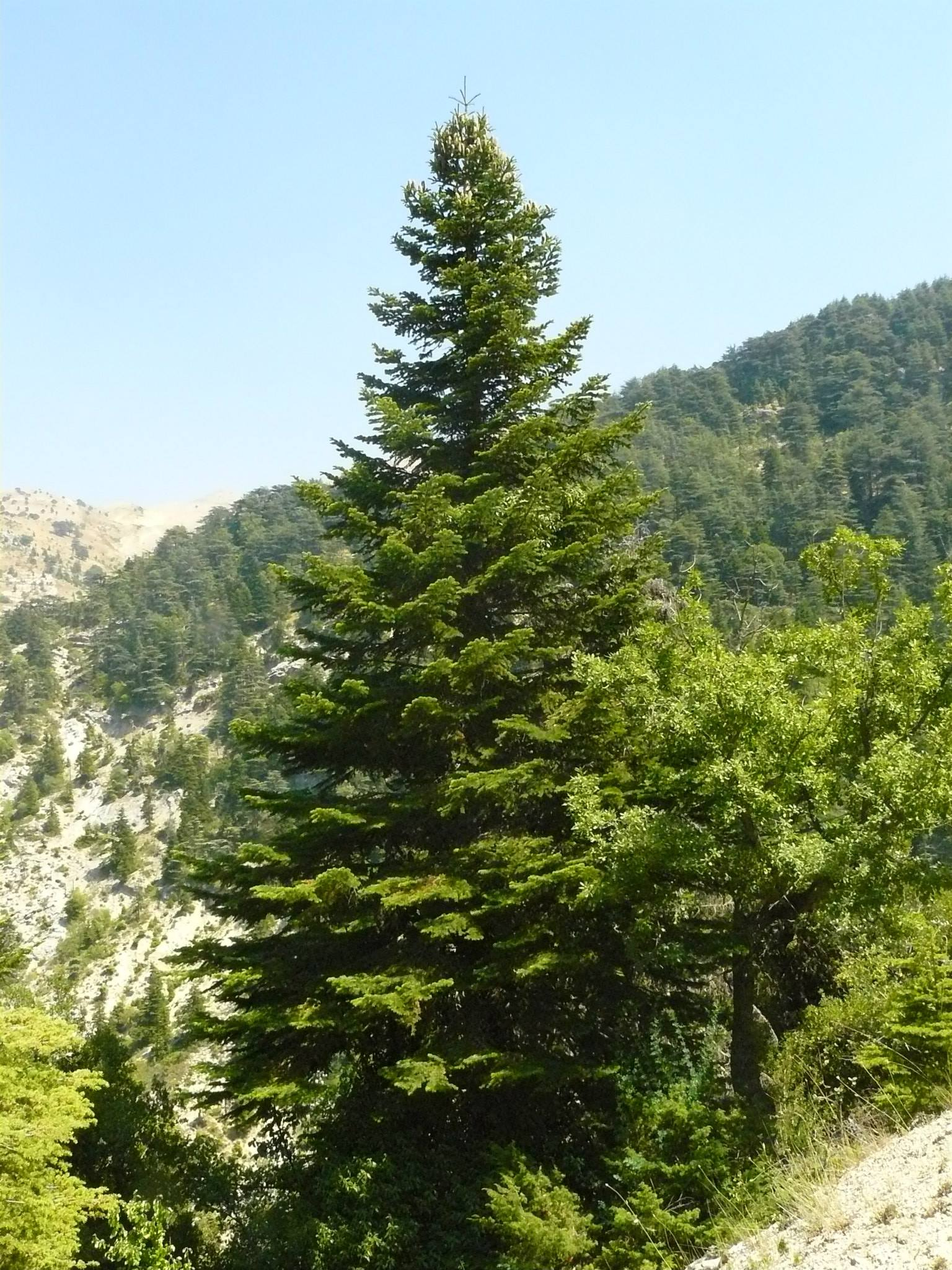
A. cilicica
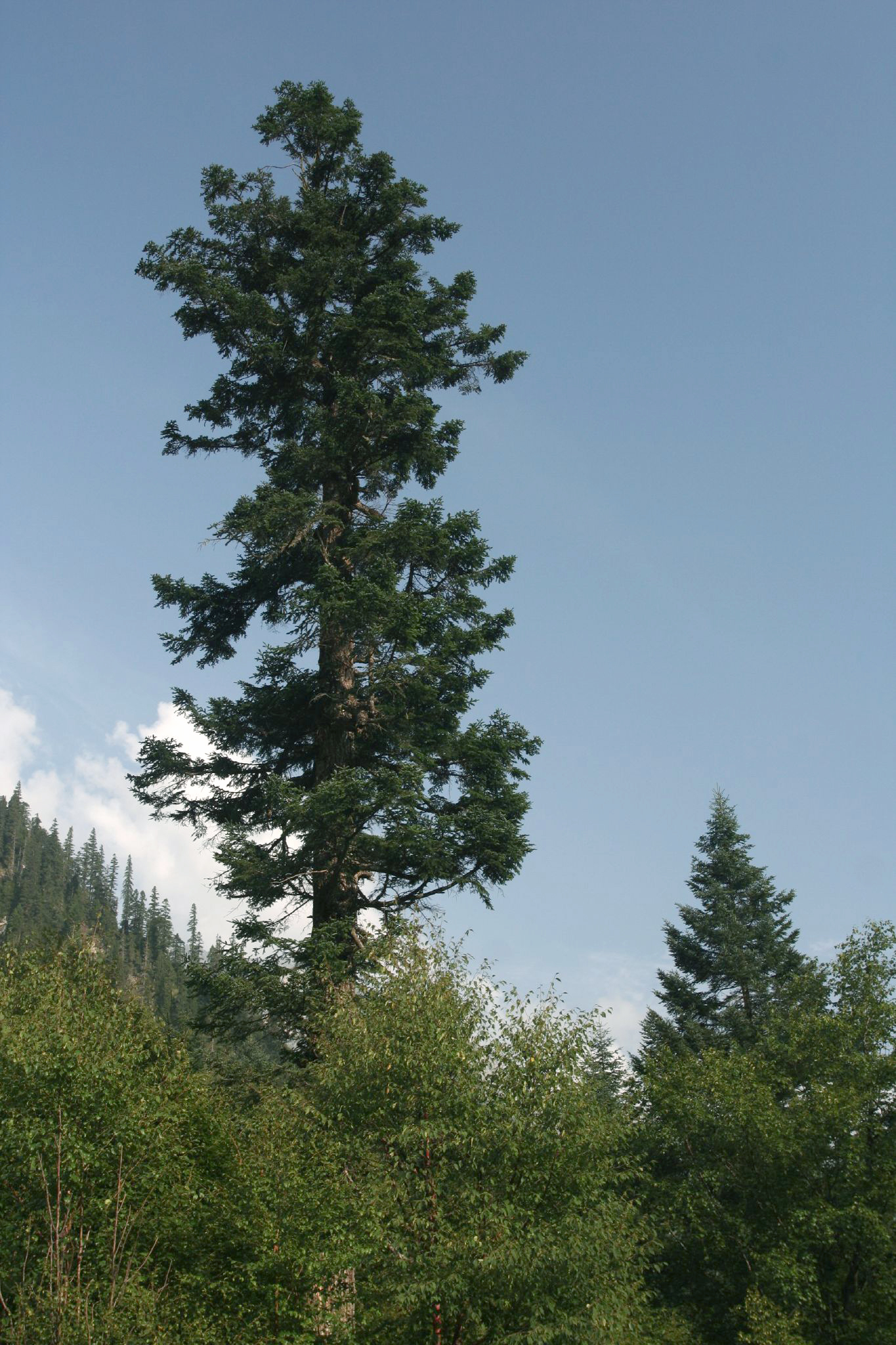
A. fargesii
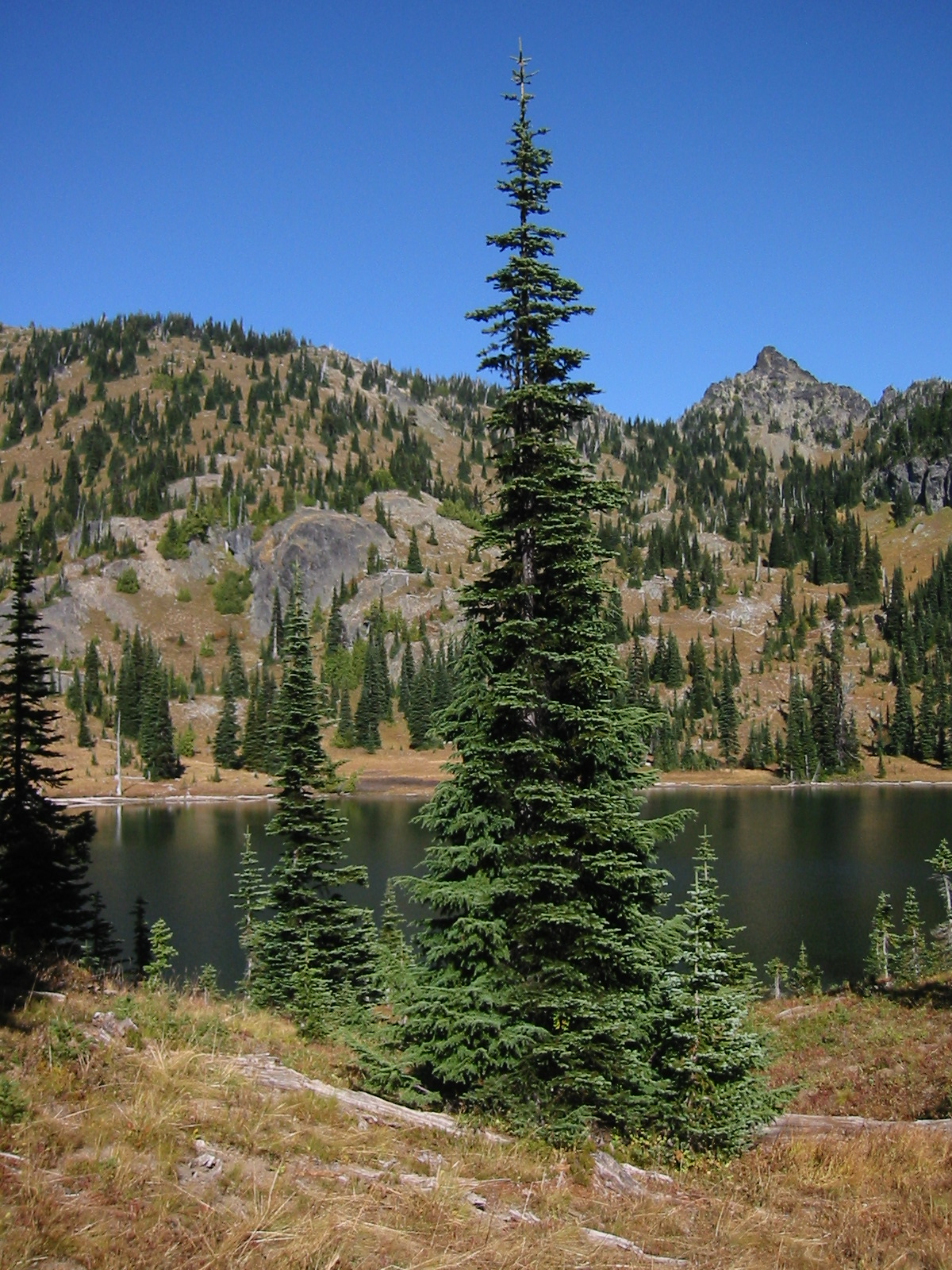
A. lasiocarpa
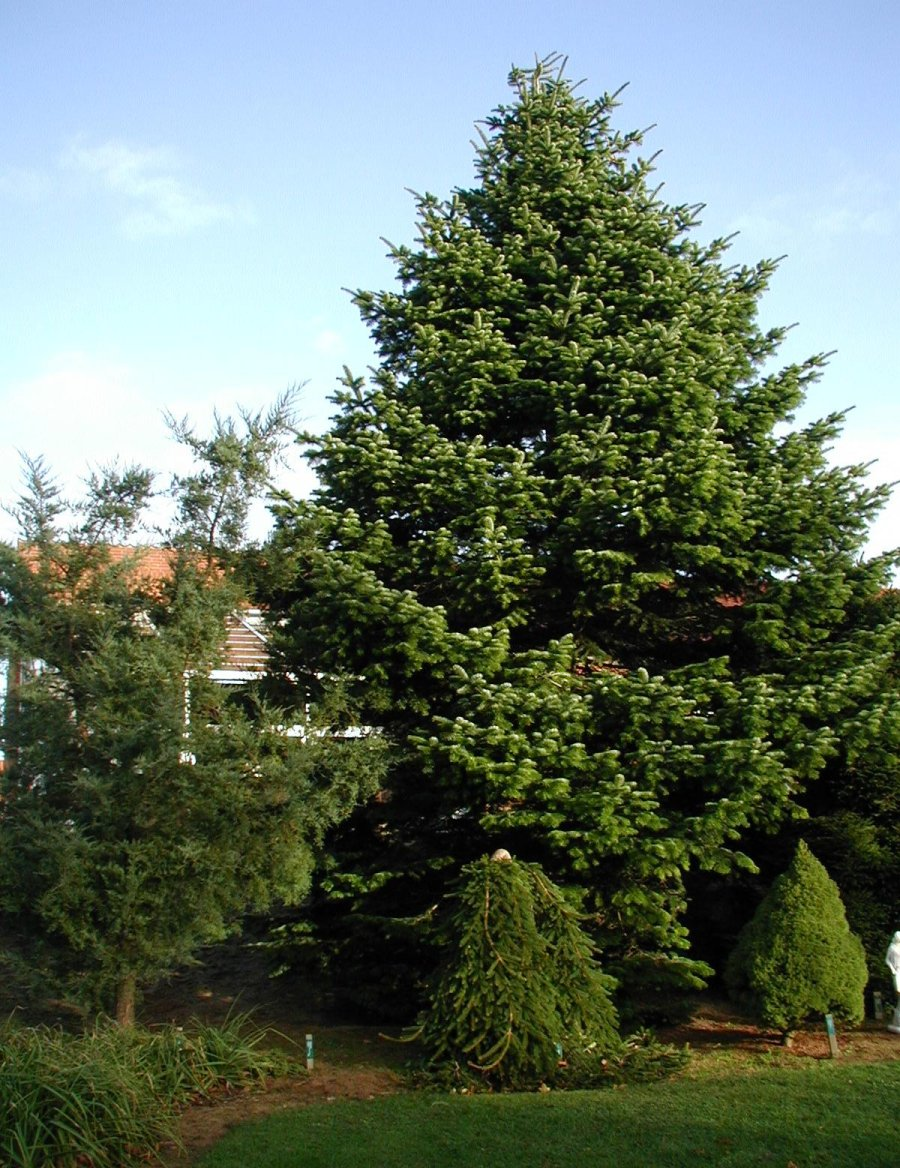
A. nordmanniana
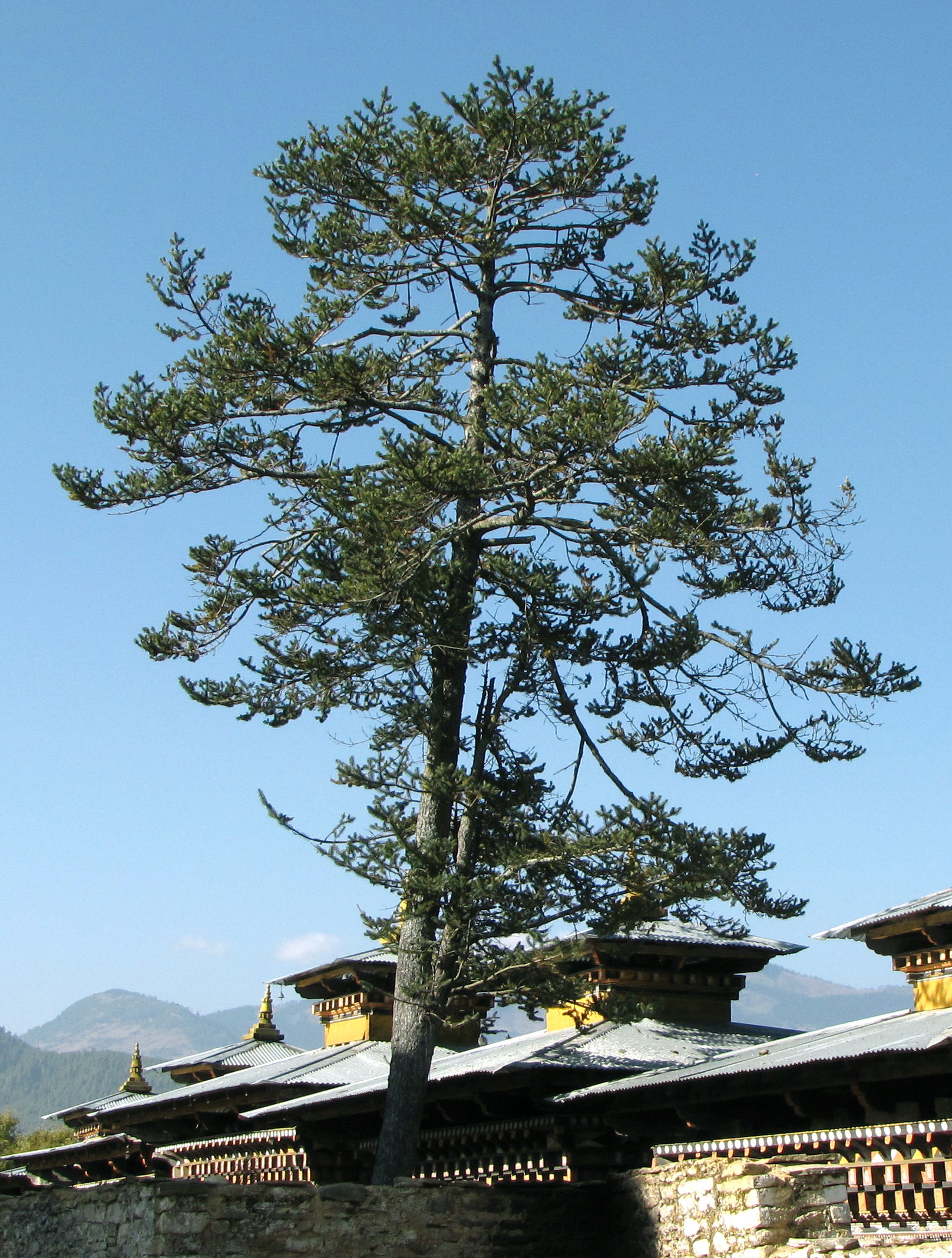
A. densa
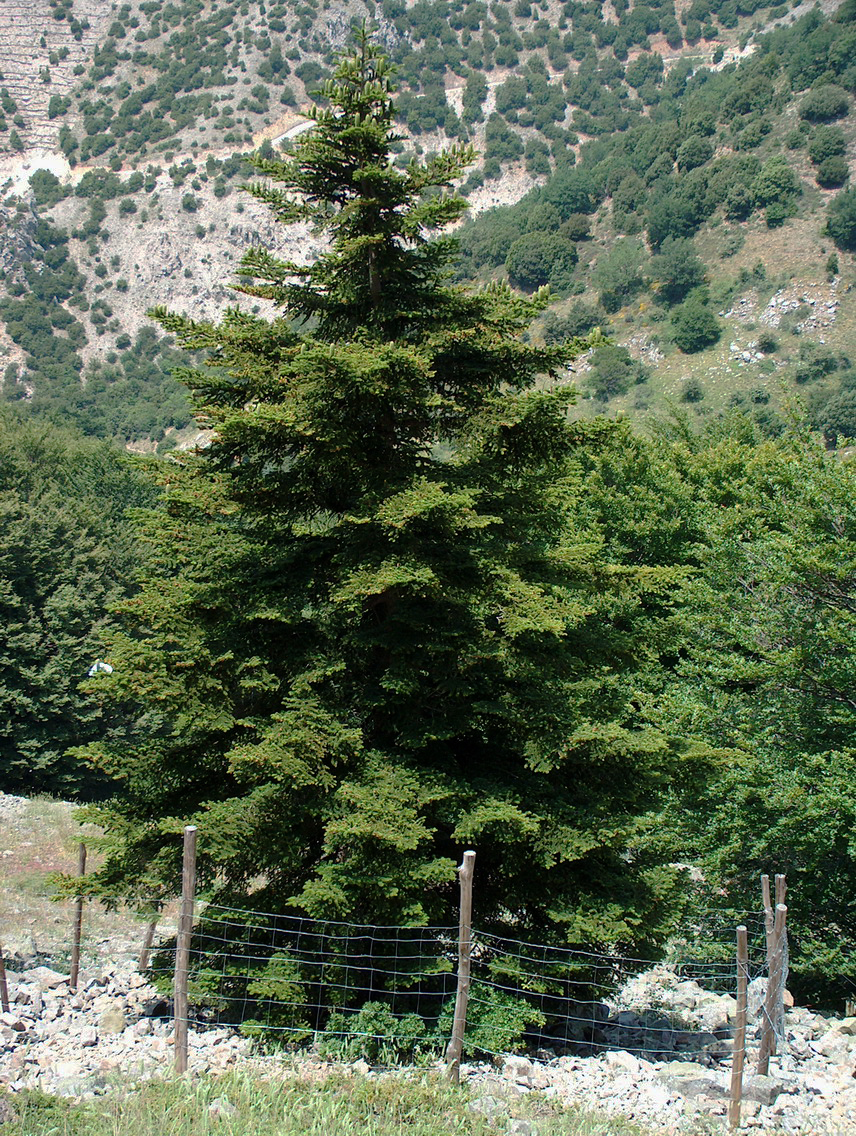
A. nebrodensis

### Corteccia
Si presenta liscia e sottile, con vesciche resinose, negli esemplari giovani, mentre negli esemplari maturi è spessa, rugosa e solcata, a volte sfaldata in placche.

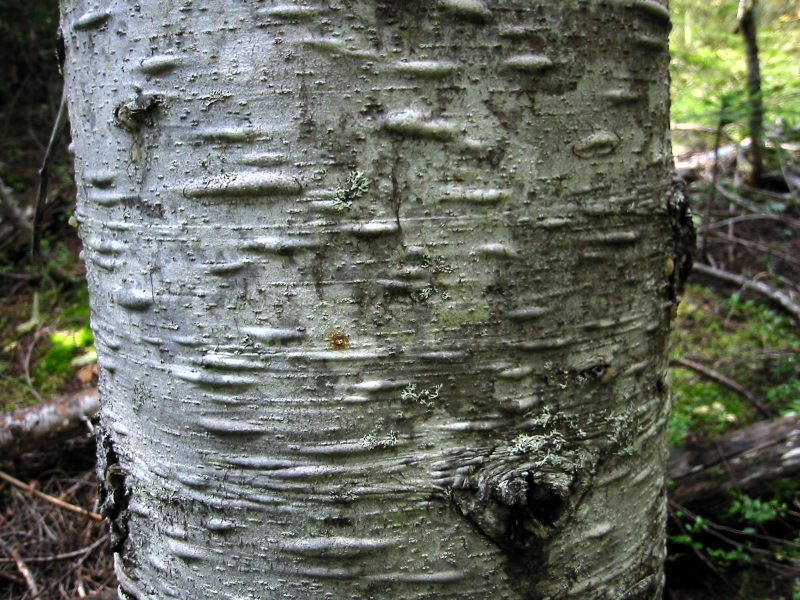
A. amabilis
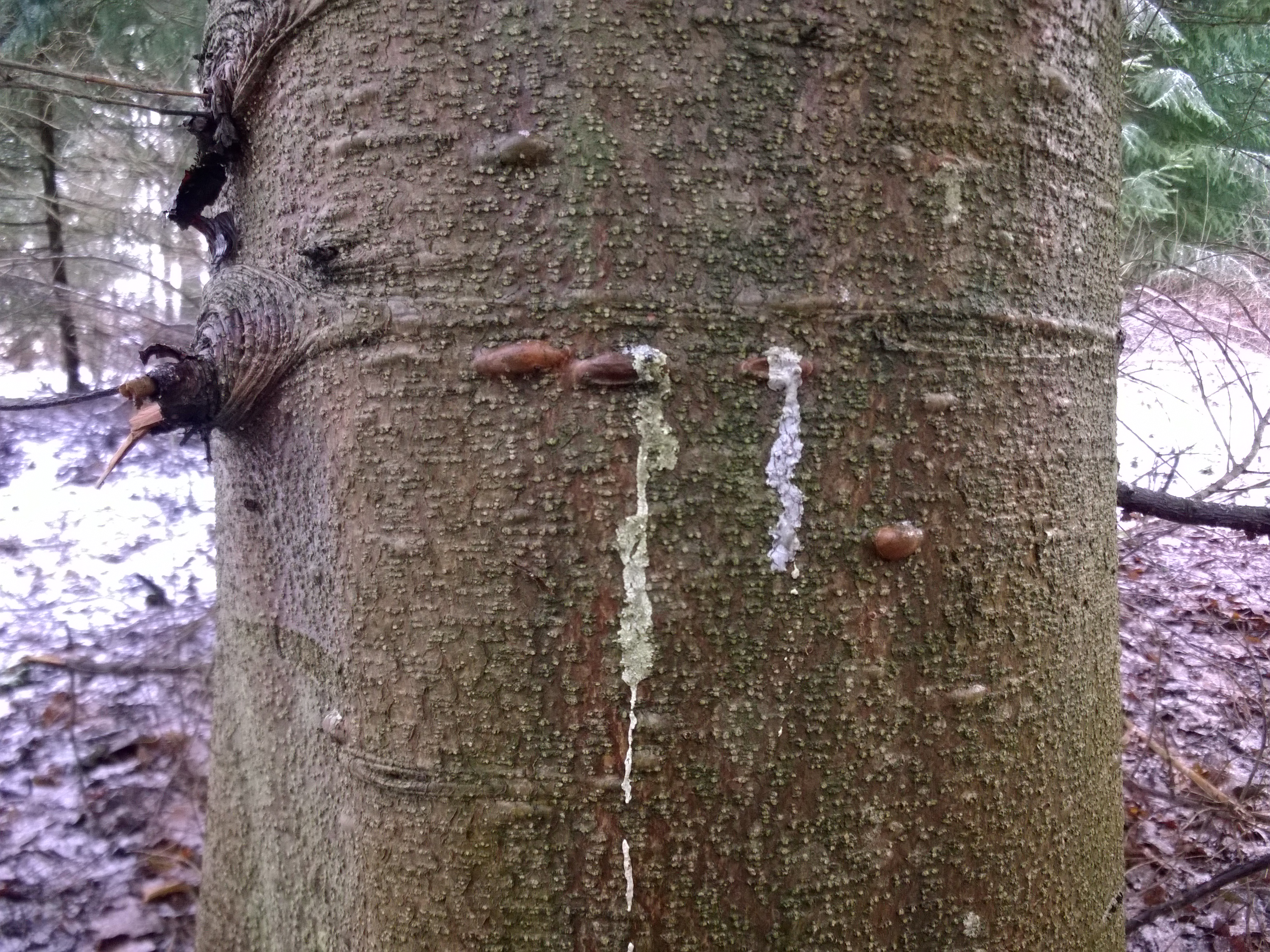
A. balsamea
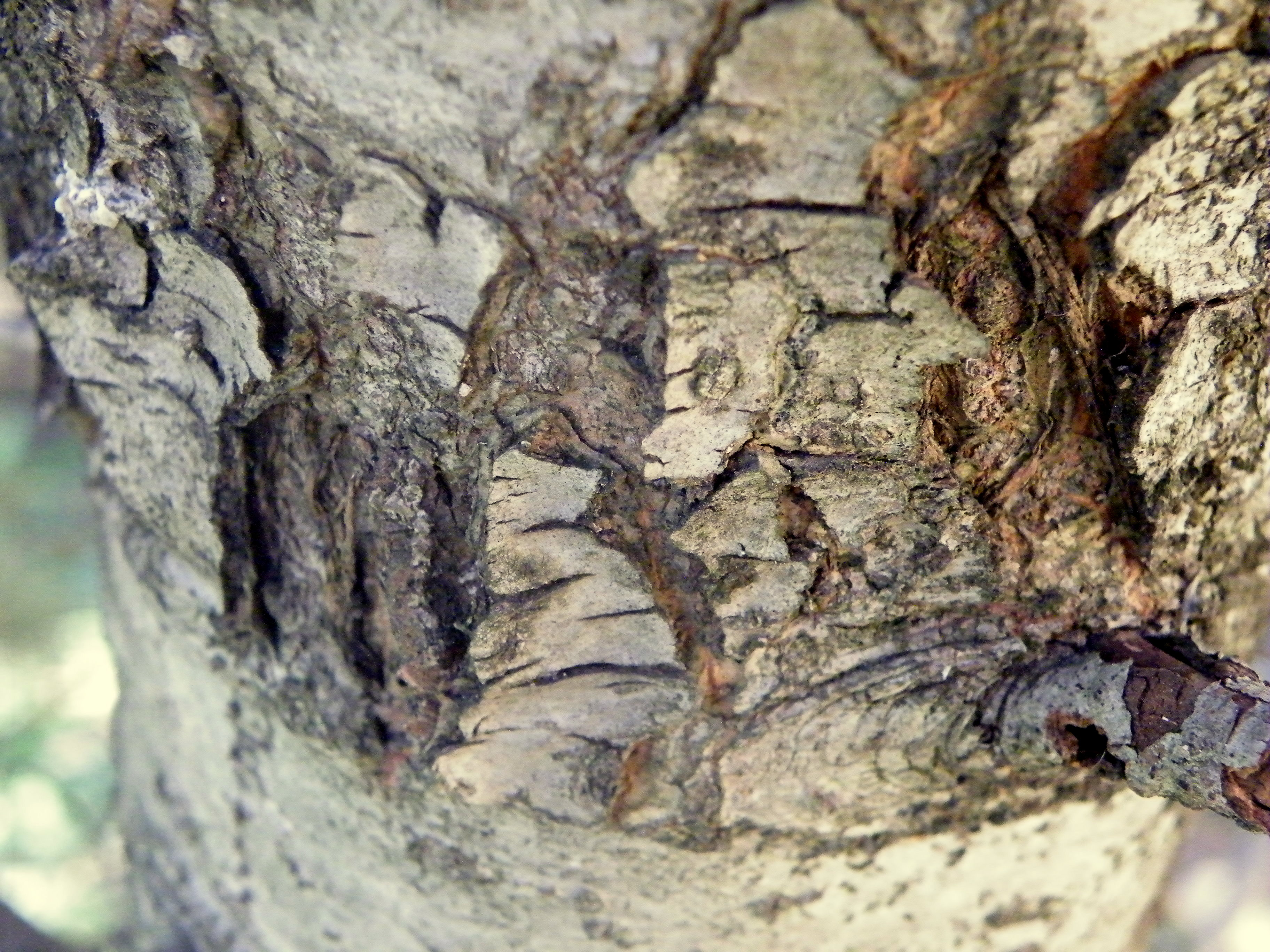
A. concolor
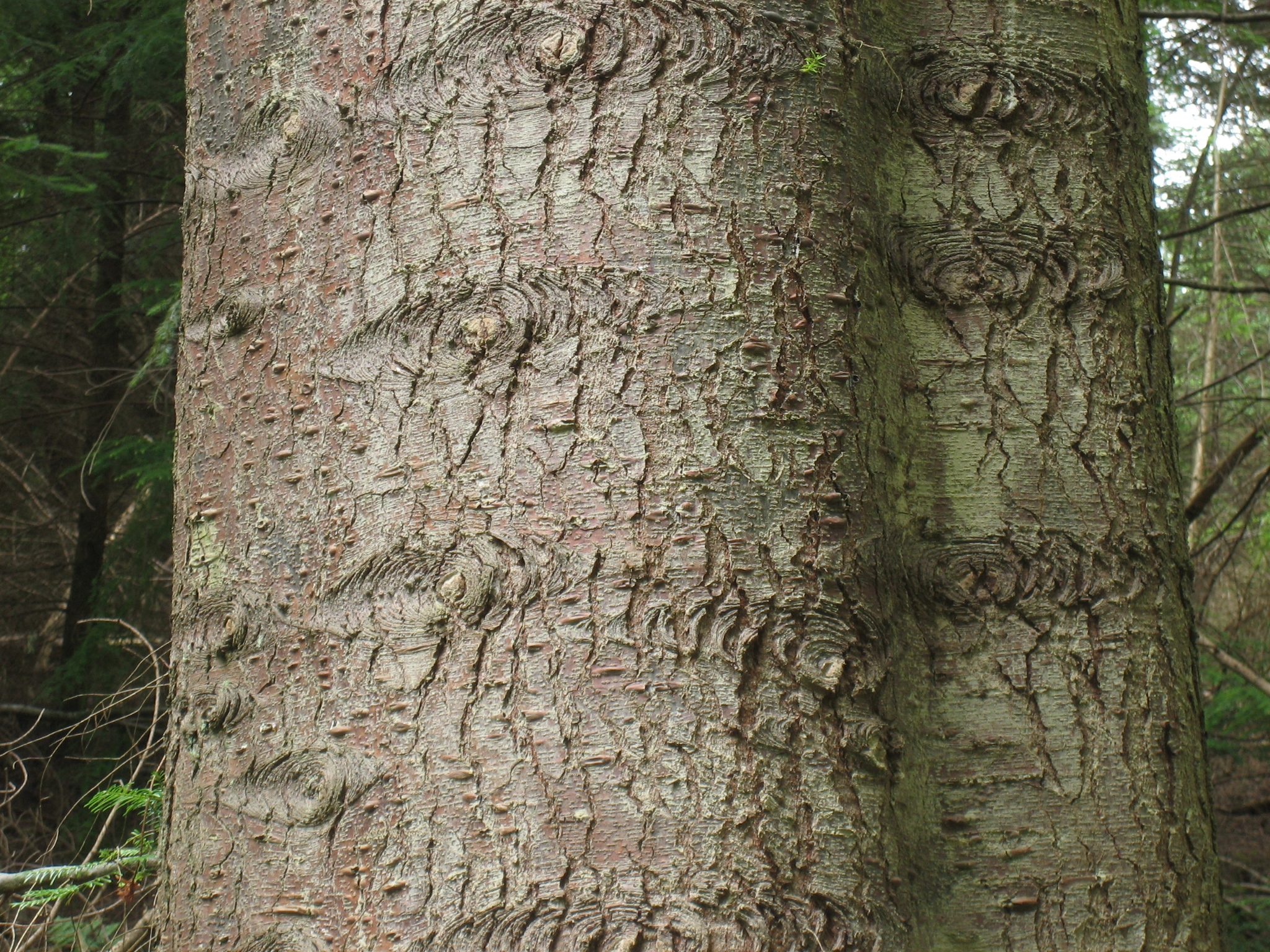
A. grandis
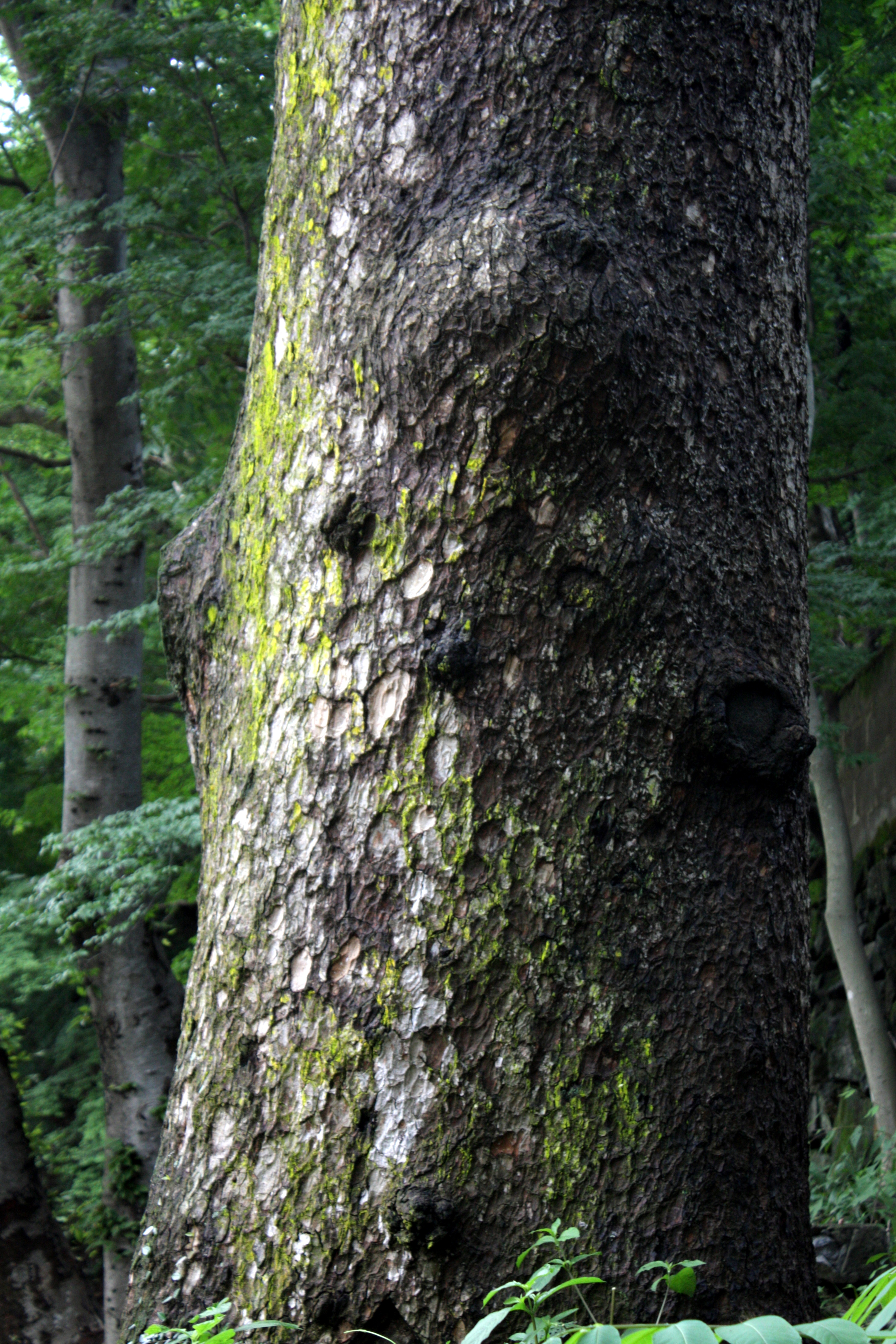
A. holophylla
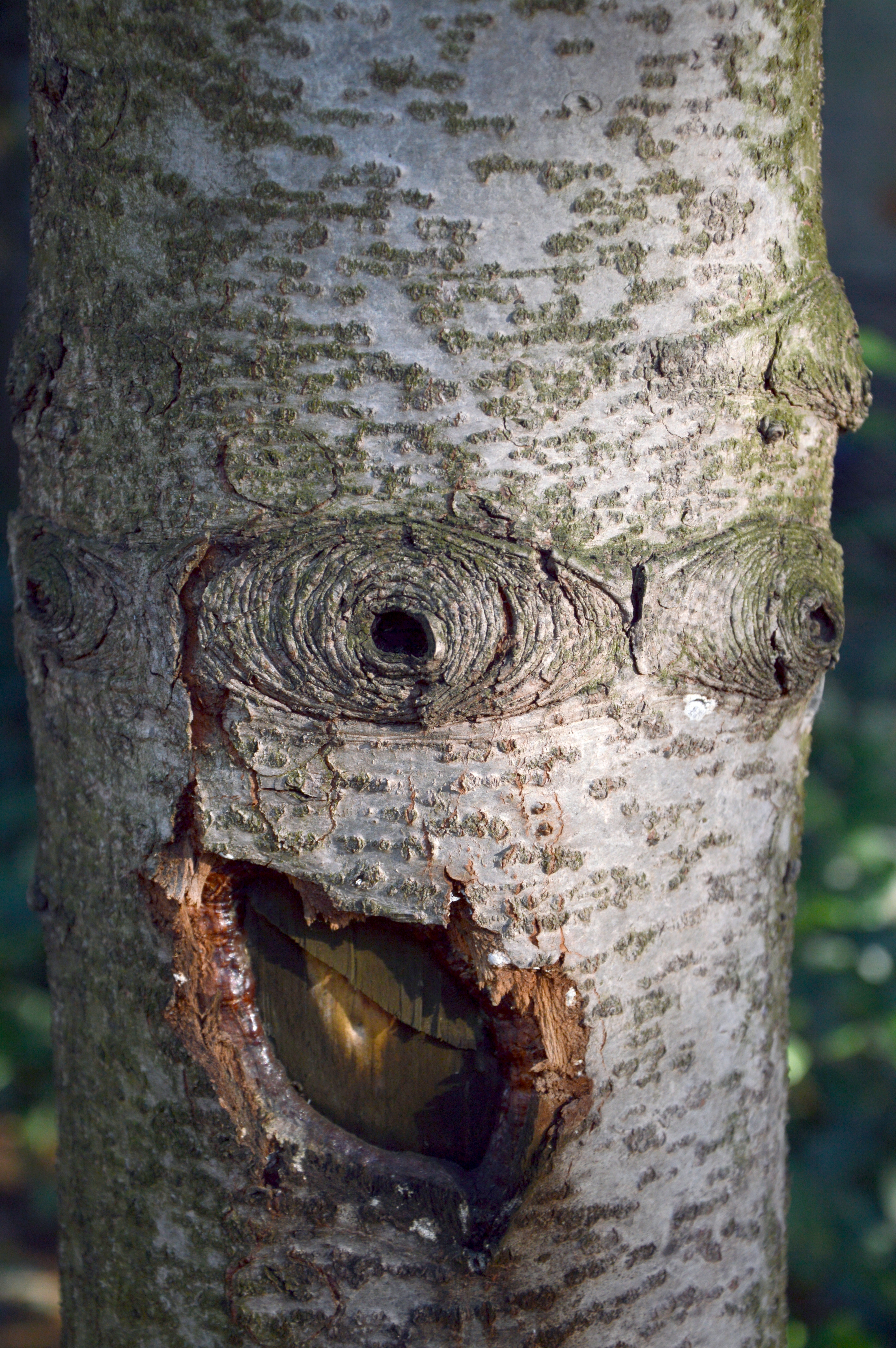
A. numidica

### Rami
Sono verticillati, diffusi e disposti su un piano orizzontale, con rami internodali irregolari occasionalmente sviluppatisi da germogli dormienti.

### Germogli
Sono ramoscelli o rametti legnosi rugosi o lisci. Le gemme fogliari lasciano delle cicatrici prominenti, circolari o ellittiche, rossastre.

### Foglie
Sono aghi generati singolarmente e persistenti per 5 o più anni (fino a 53 anni in A. amabilis), disposti a spirale o a pettine, sessili, con guaina assente; sono lineari o lanceolati, piatti, con due bande biancastre di stomi inferiormente, arrotondati o dentellati in punta, con due canali resinali. Siccome in molte specie si seccano velocemente, vi sono grosse differenze tra il fogliame profondo e quello esposto alla luce solare, vicino alle punte dei rami superiori: il fogliame esposto è più o meno eretto, incurvato o quasi falcato, inspessito o quadrangolare. Per questo nell'identificazione morfologica delle specie si fa riferimento generalmente al fogliame maturo, se non specificato altrimenti. Le gemme vegetative sono di forma ovata o oblunga con apice arrotondato o appuntito, quelle terminali circondate da 4-5 gemme secondarie. I cotiledoni sono 4-10.

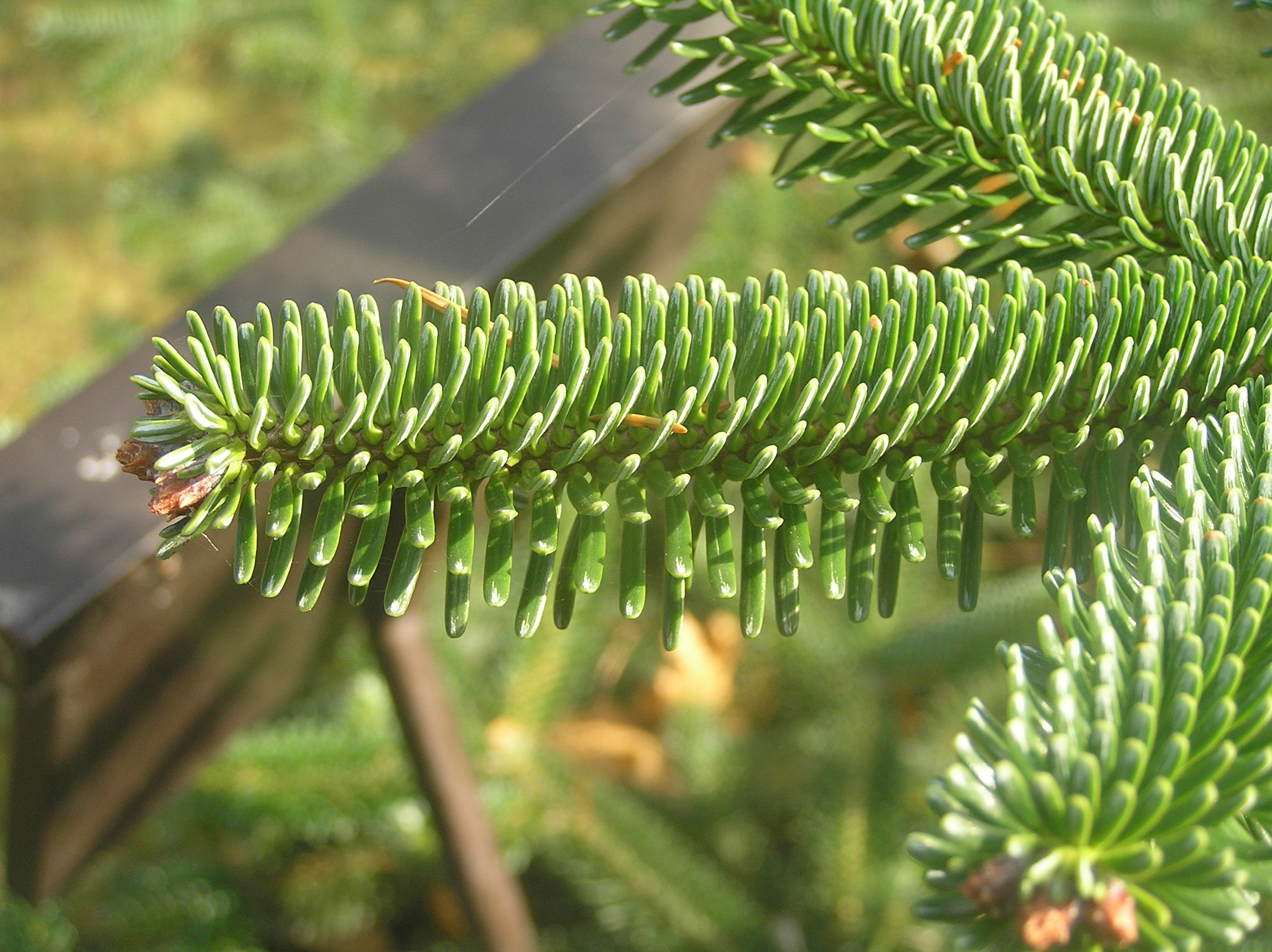
A. numidica
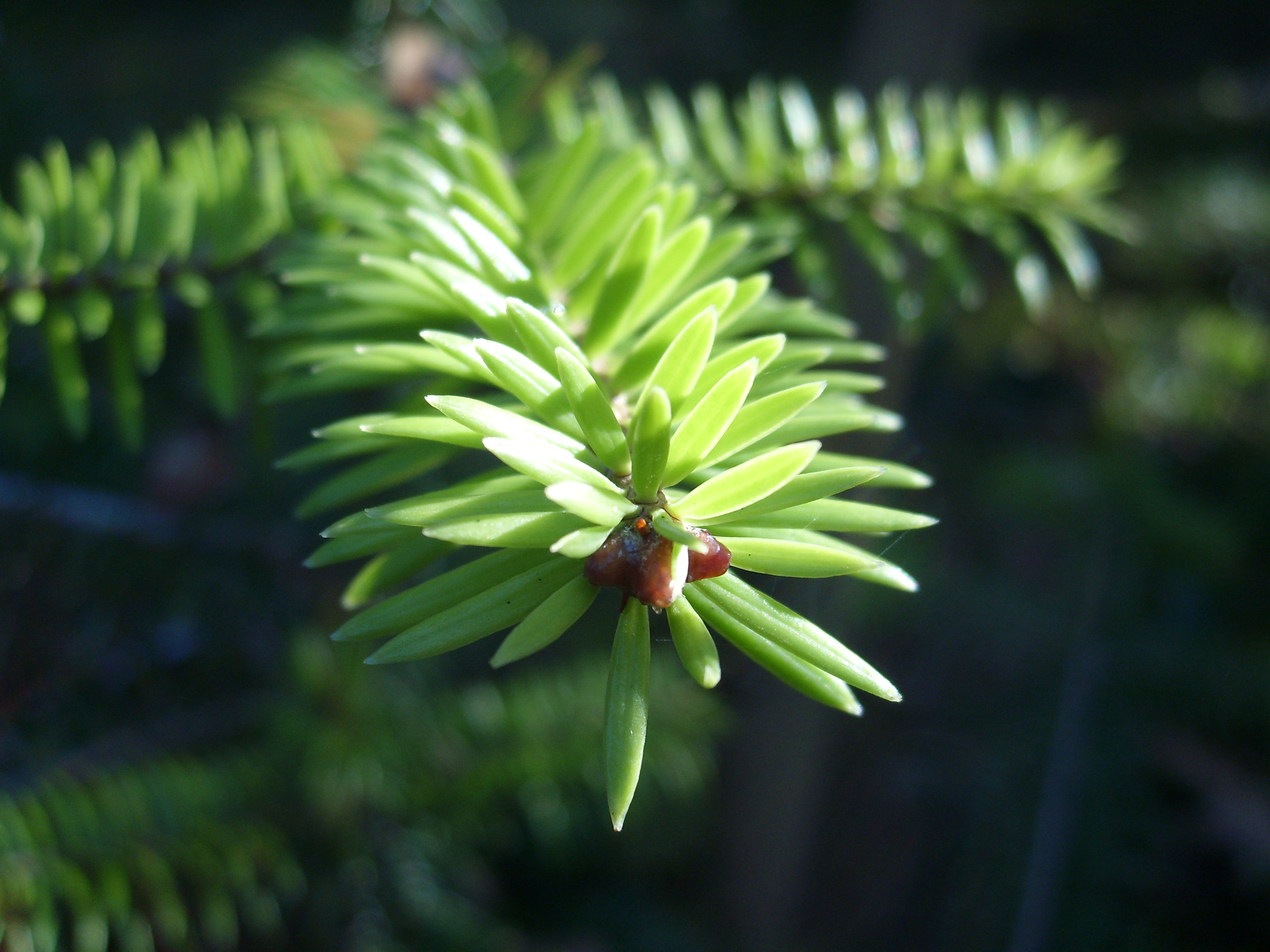
A. recurvata
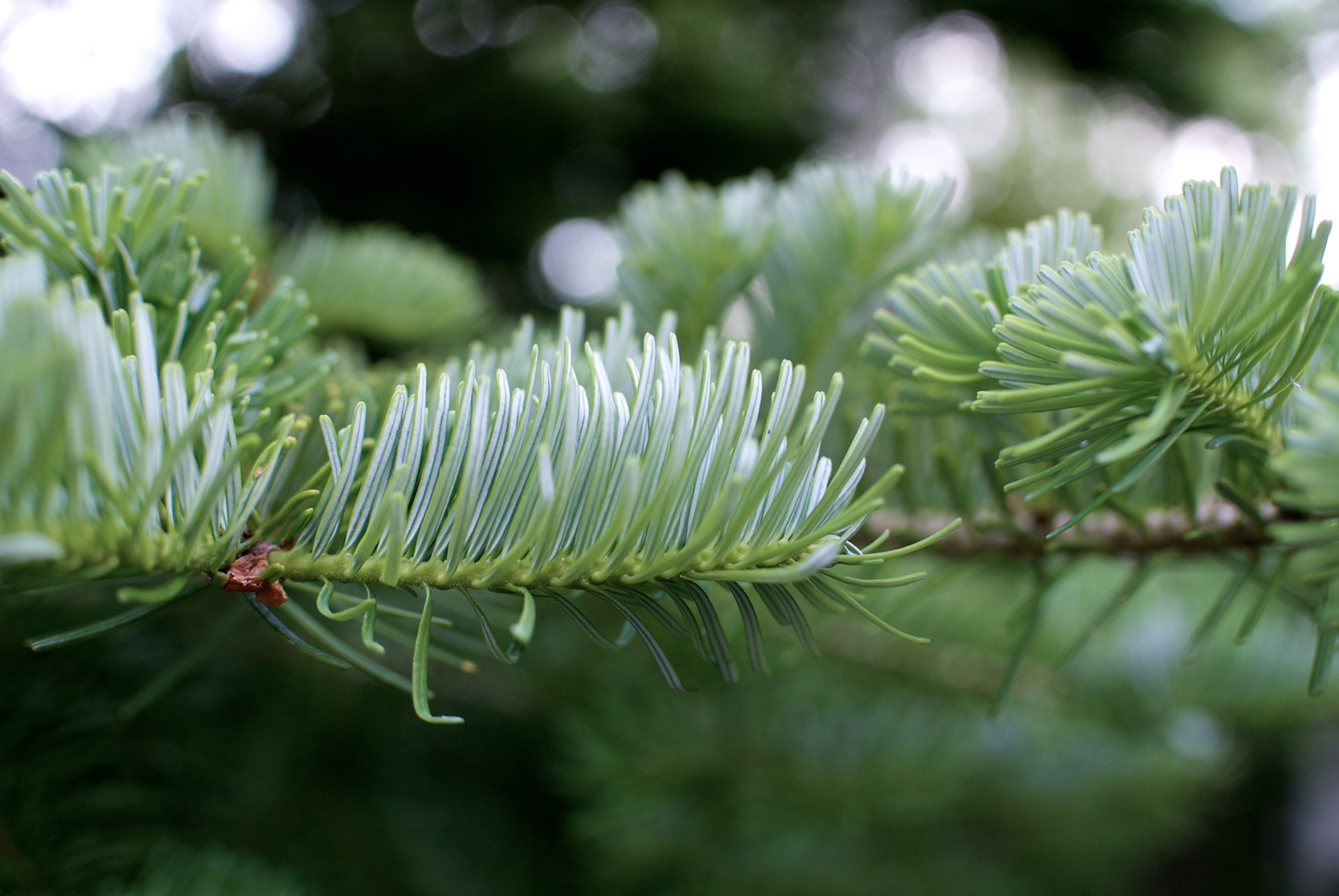
A. veitchii
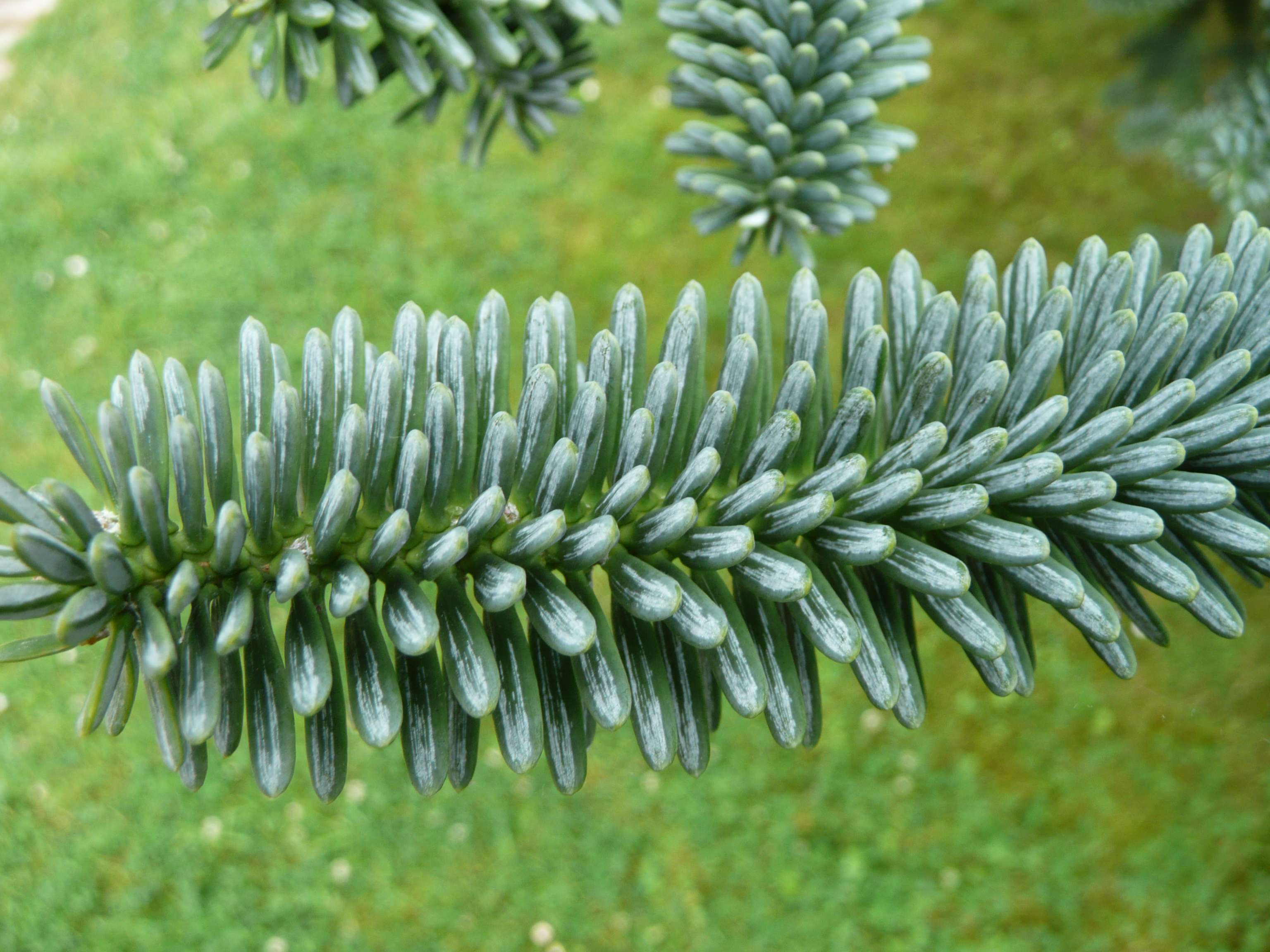
A. pinsapo
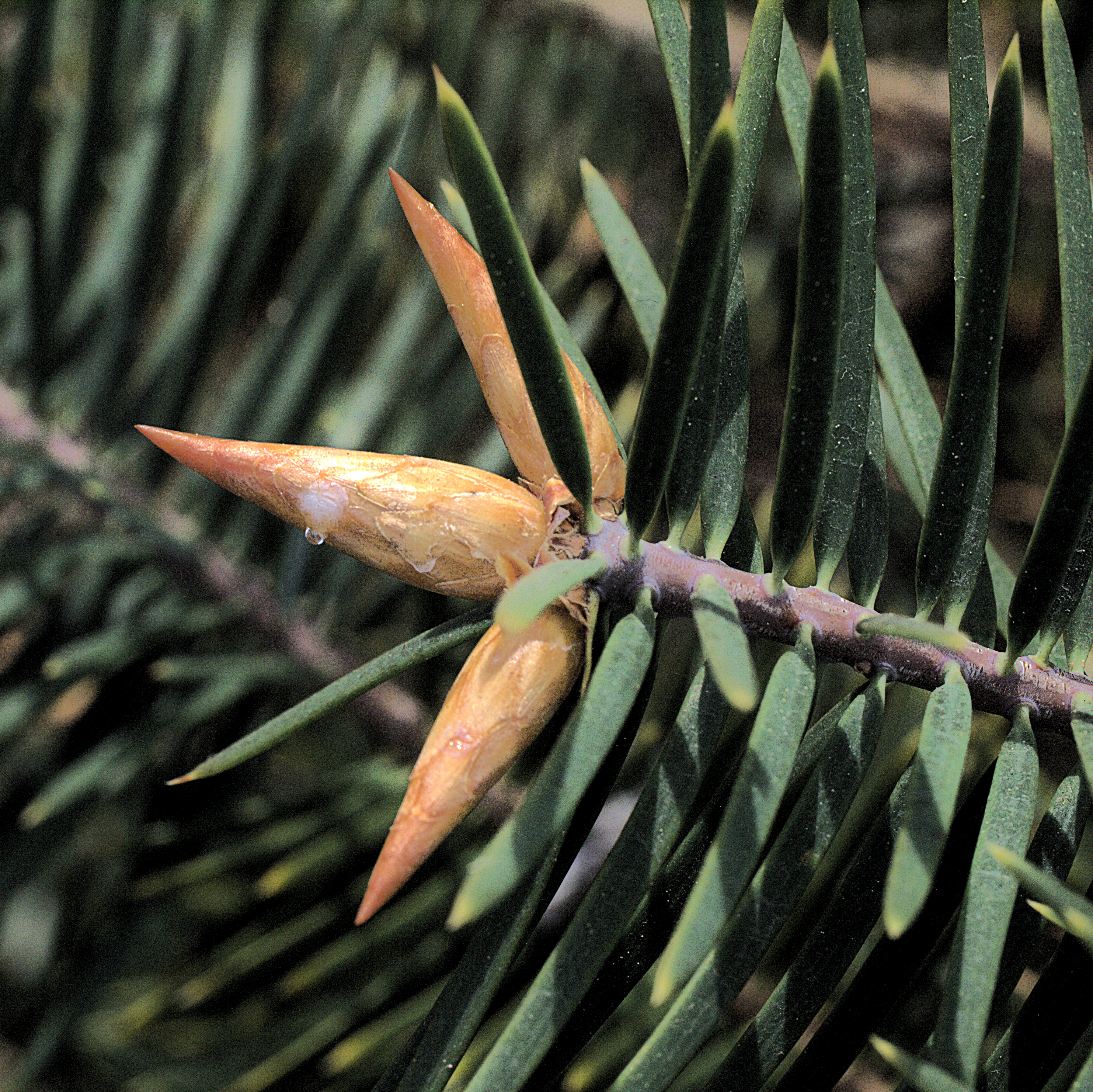
A. bracteata
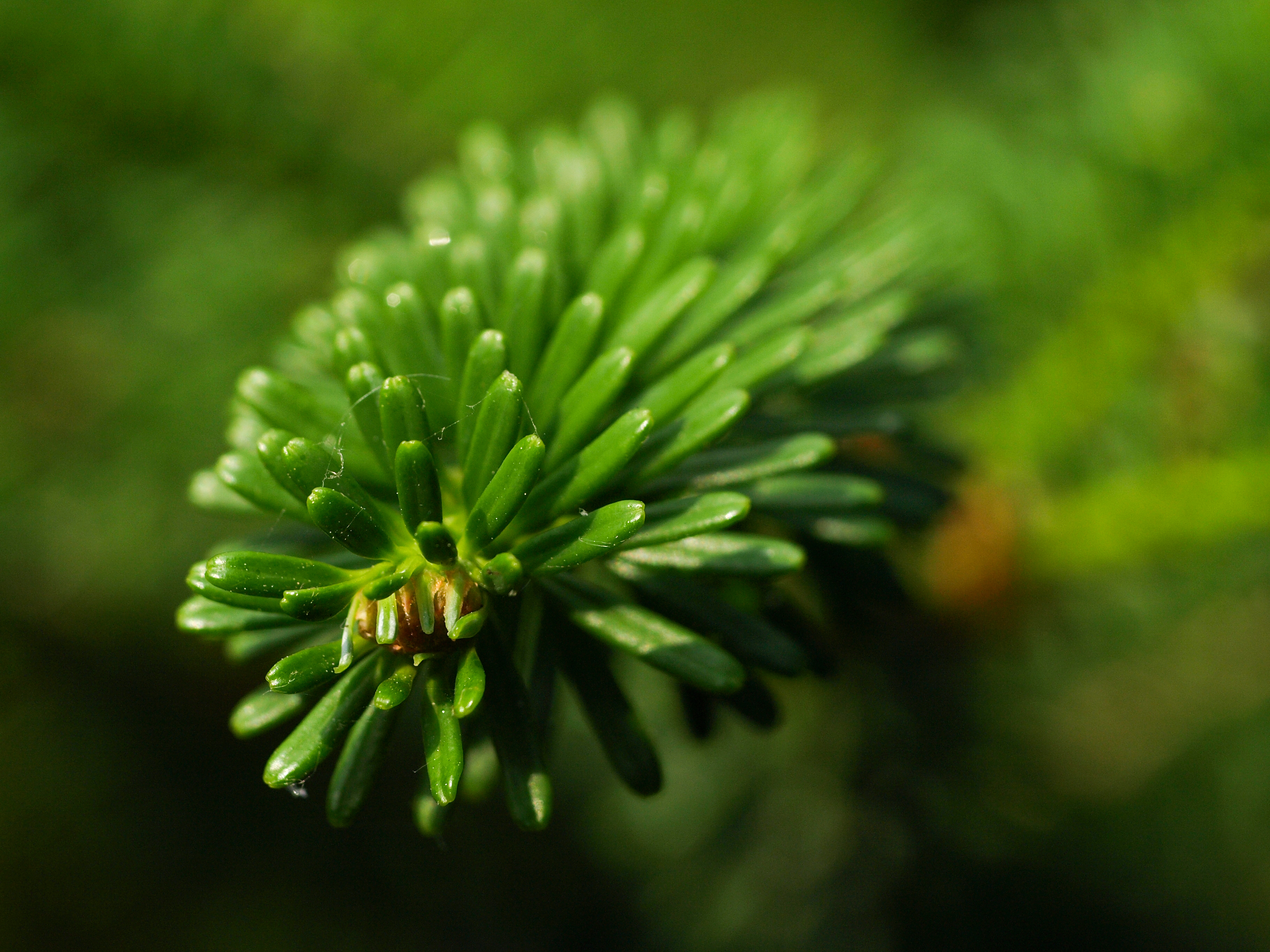
A. koreana

### Fiori
Sono strobili maschili, disposti a gruppi lungo la parte inferiore dei rametti annuali. Appaiono in primavera e hanno forma globulare o conica, portamento pendente, e colore variabile dal giallo al rosso, verde o porpora, lasciando protuberanze color bile dopo la loro caduta.

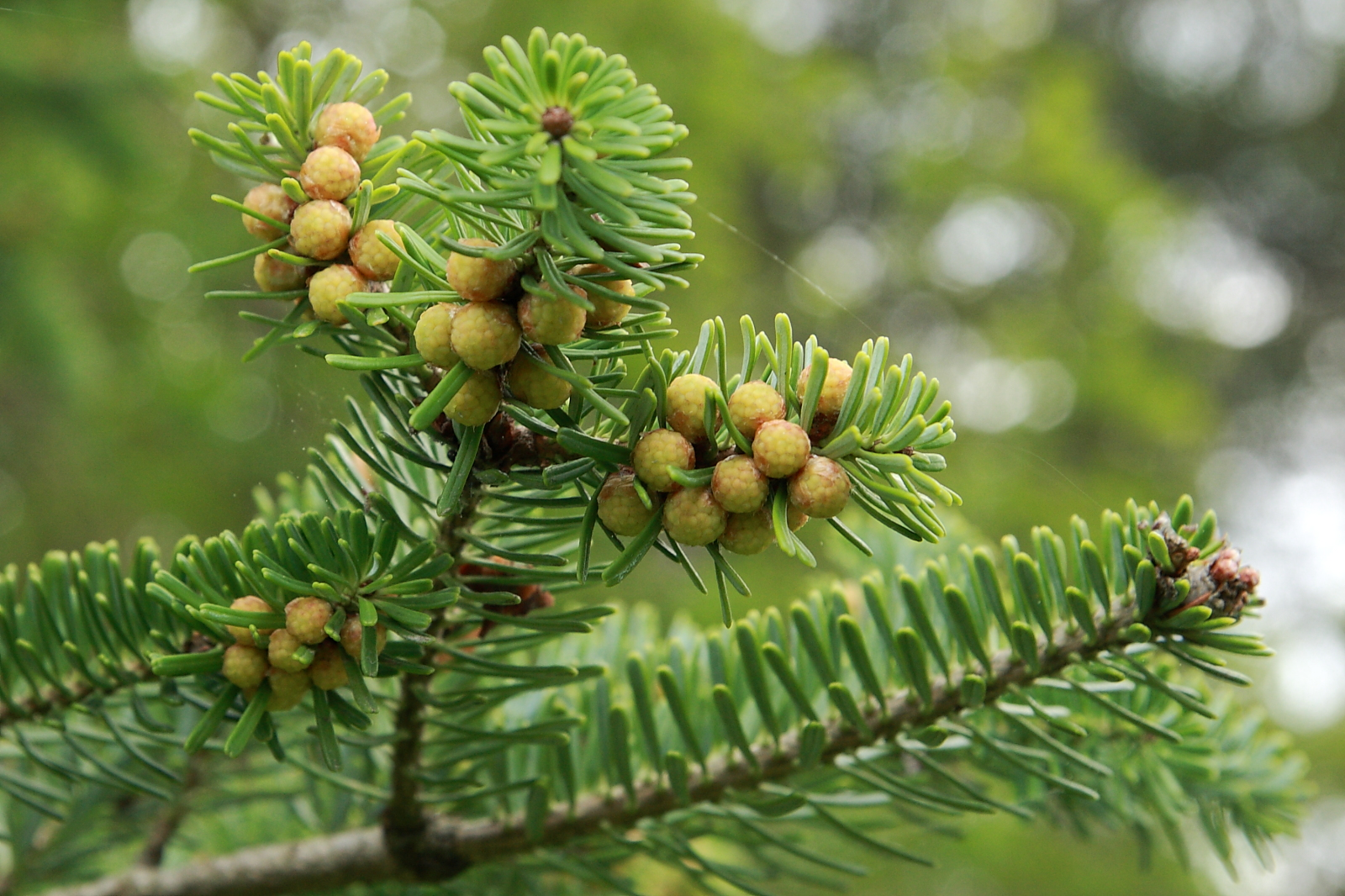
A. koreana
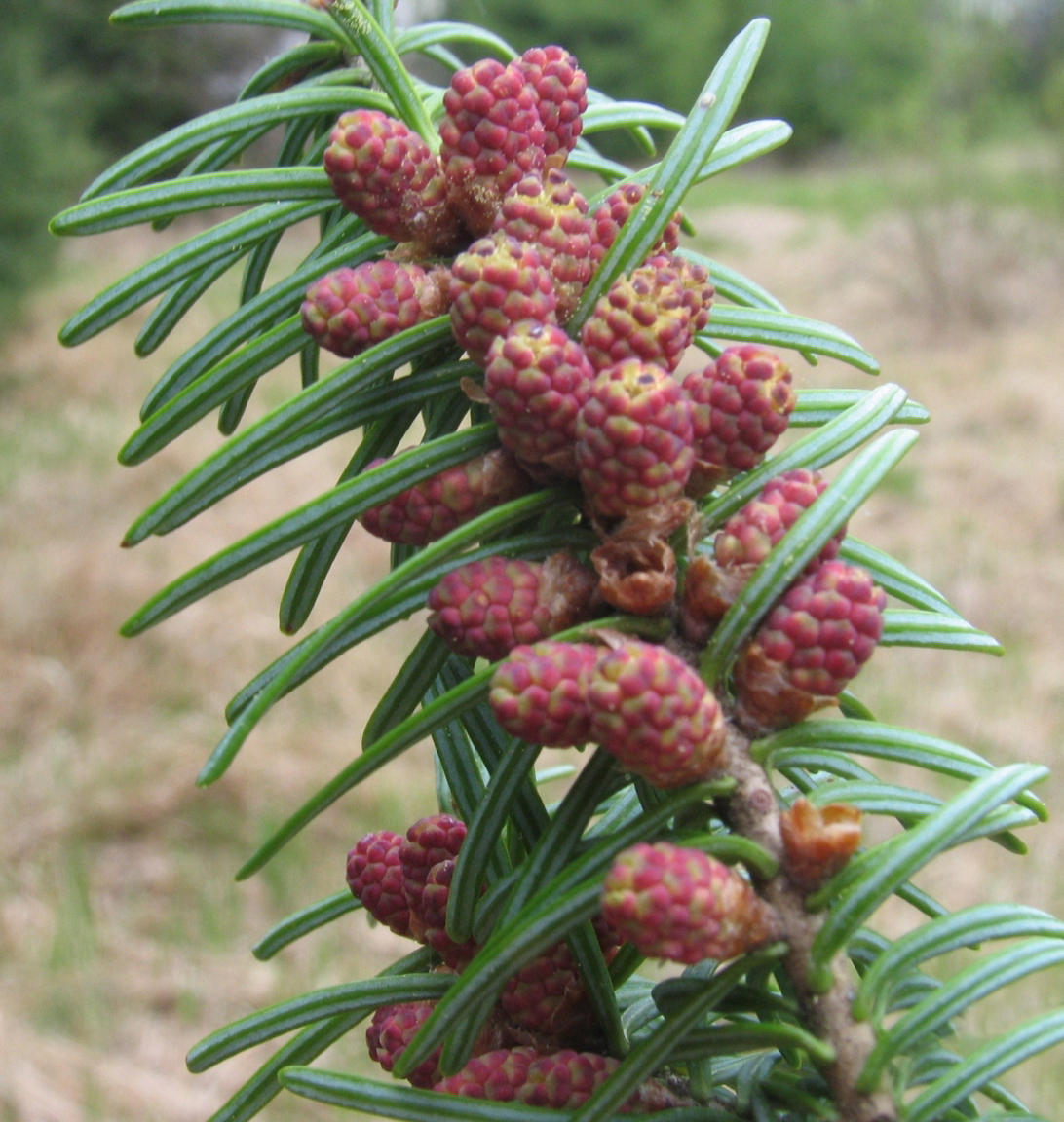
A. balsamea
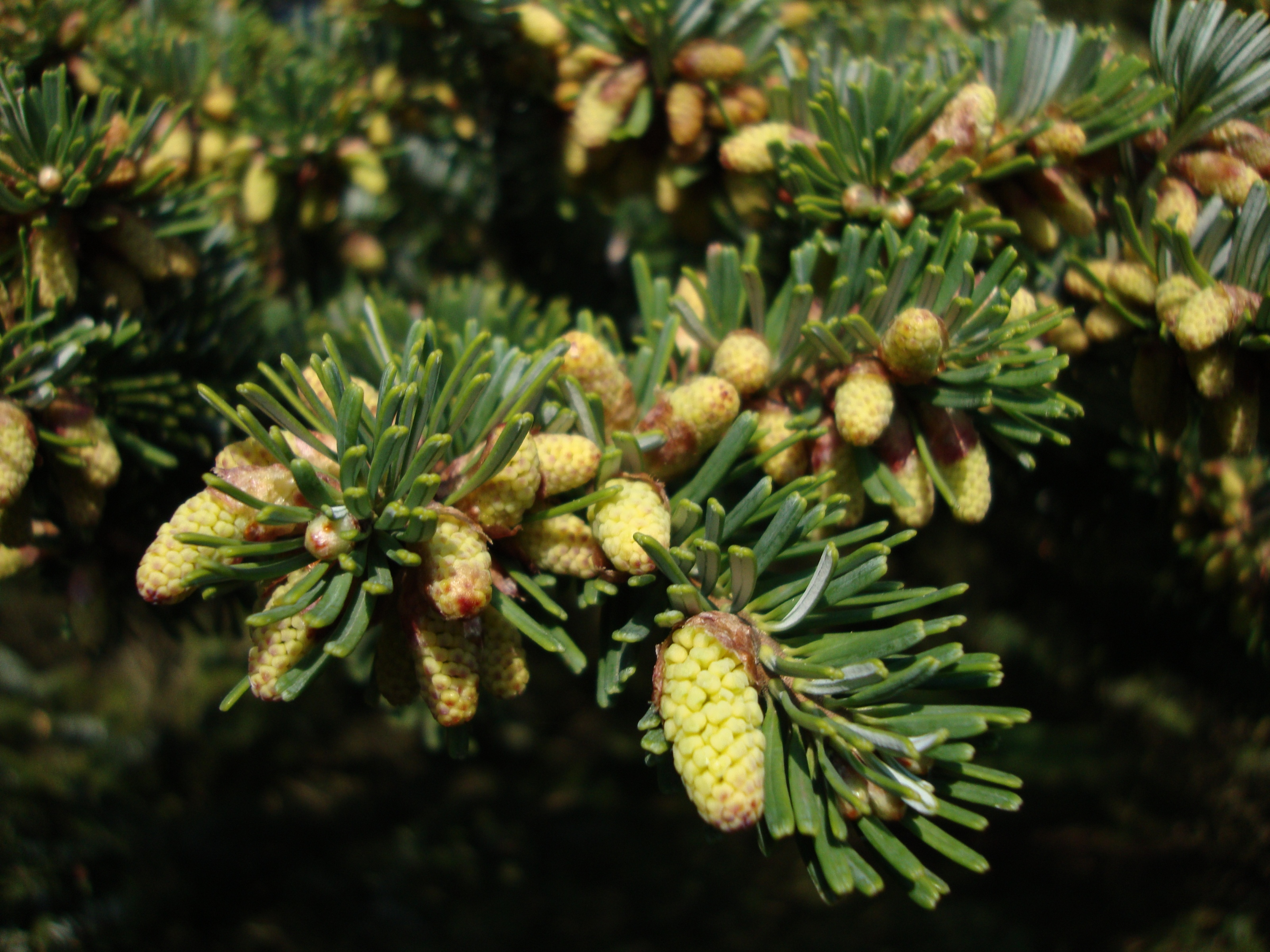
A. veitchii
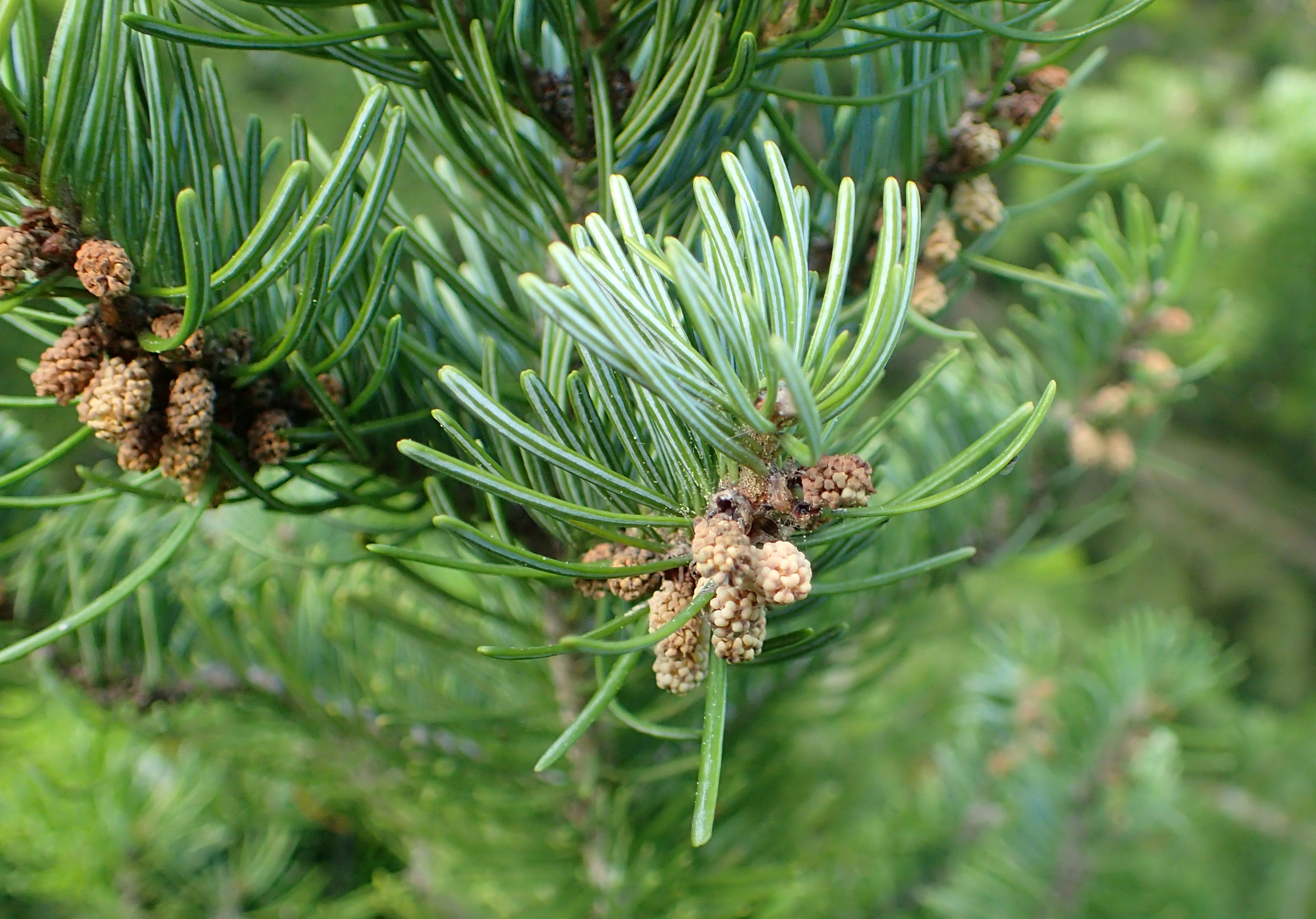
A. sibirica
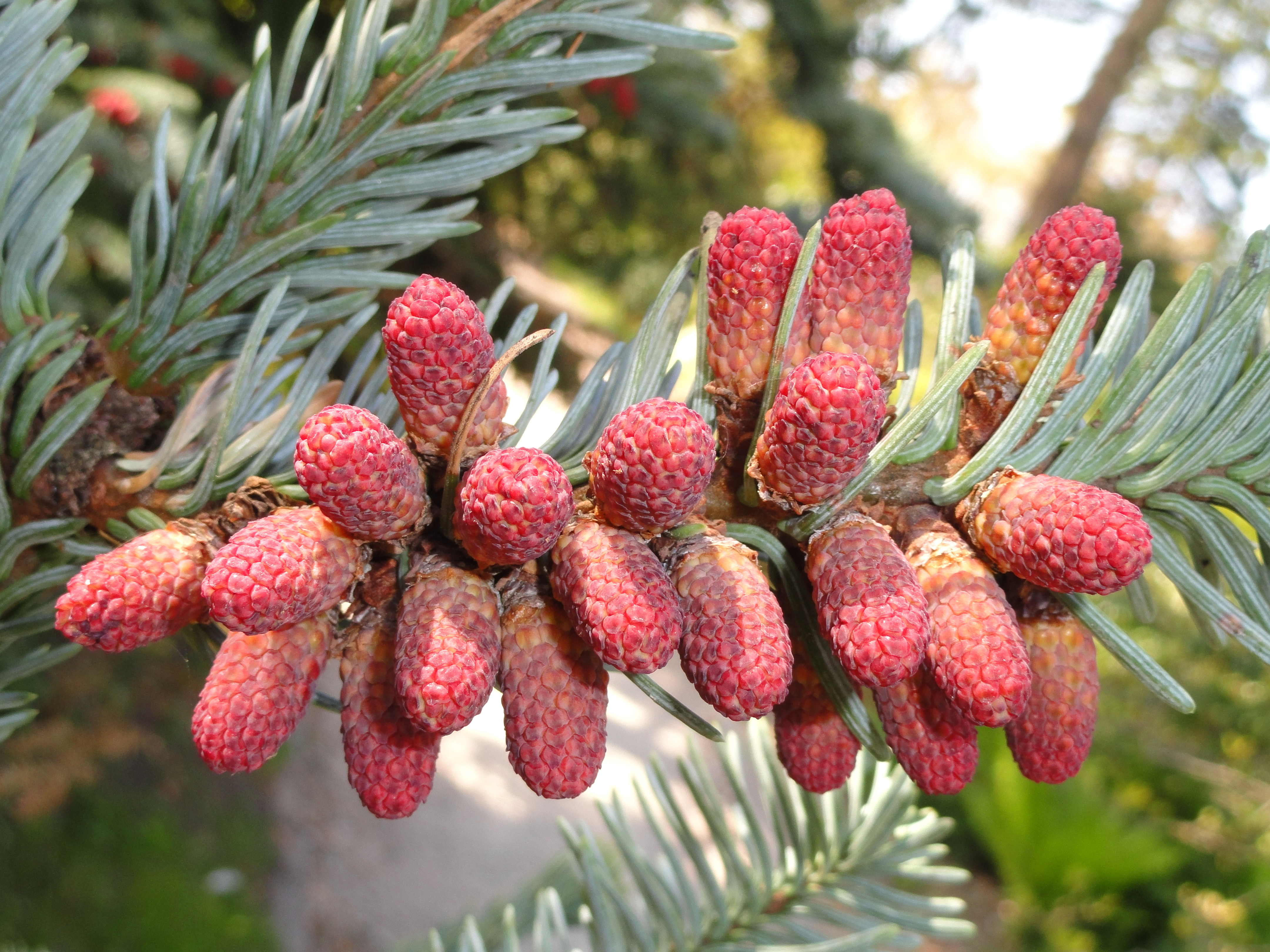
A. procera
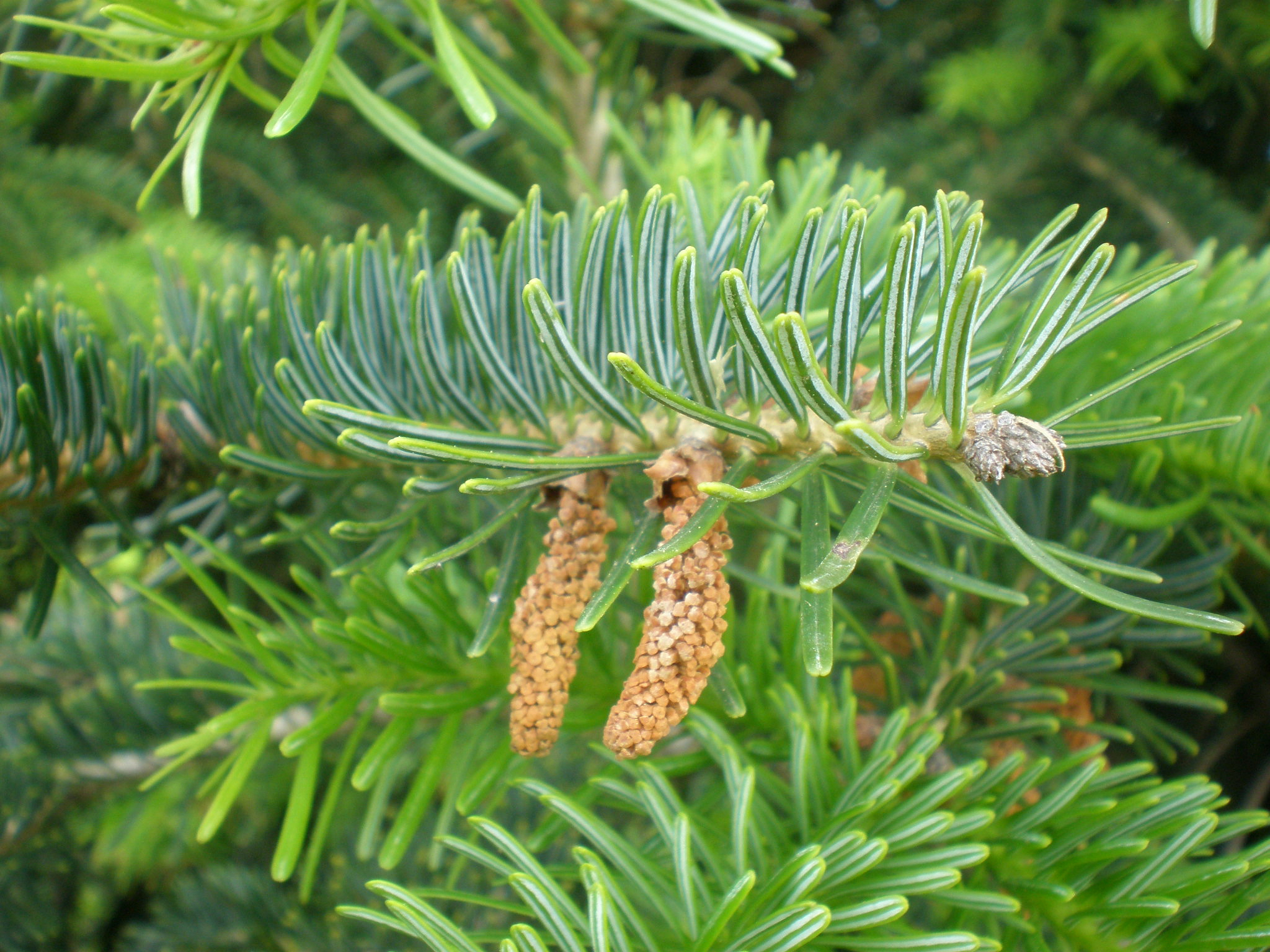
A. cilicica

### Frutti
Sono coni femminili che crescono sui rametti annuali e che maturano in una stagione, a portamento eretto e di forma da ovoidale a cilindrica; sono generalmente resinosi e deiscenti, con la parte centrale che rimane eretta come una spina sul rametto. Le scaglie, quasi prive di apofisi e umboni, sono arrotondate con brattee lobate, nascoste o talvolta protruse

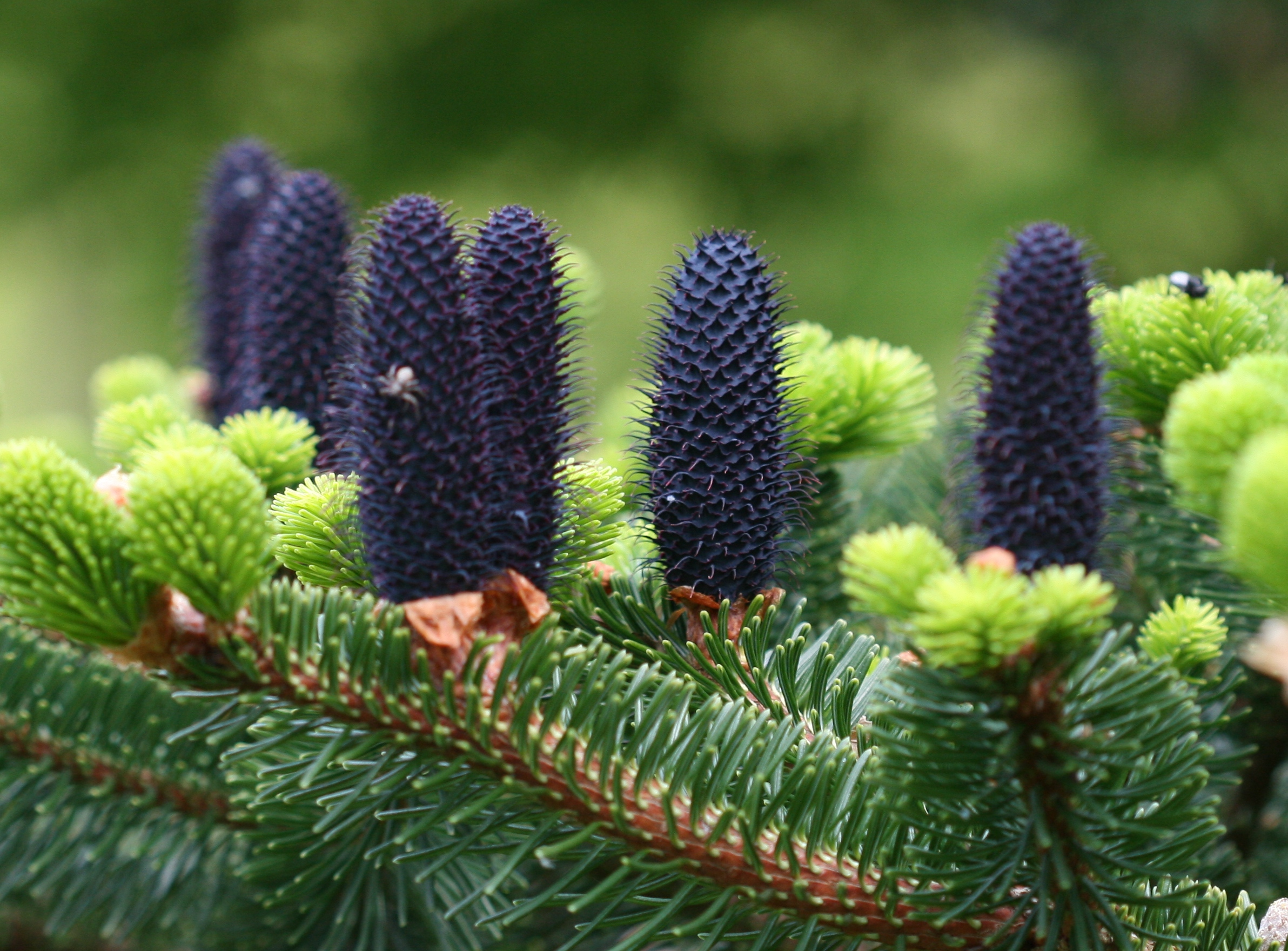
A. delavayi
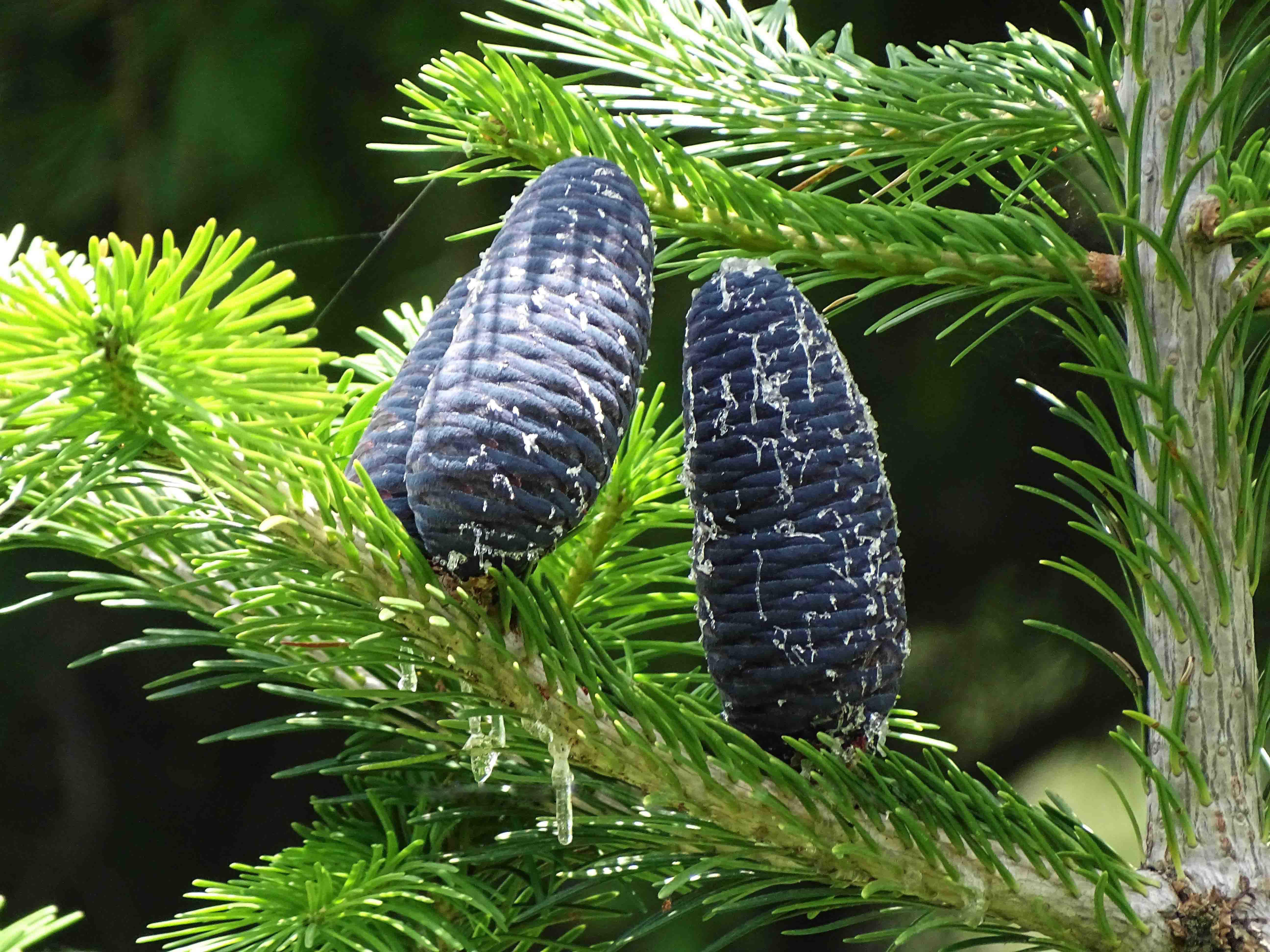
A. pindrow
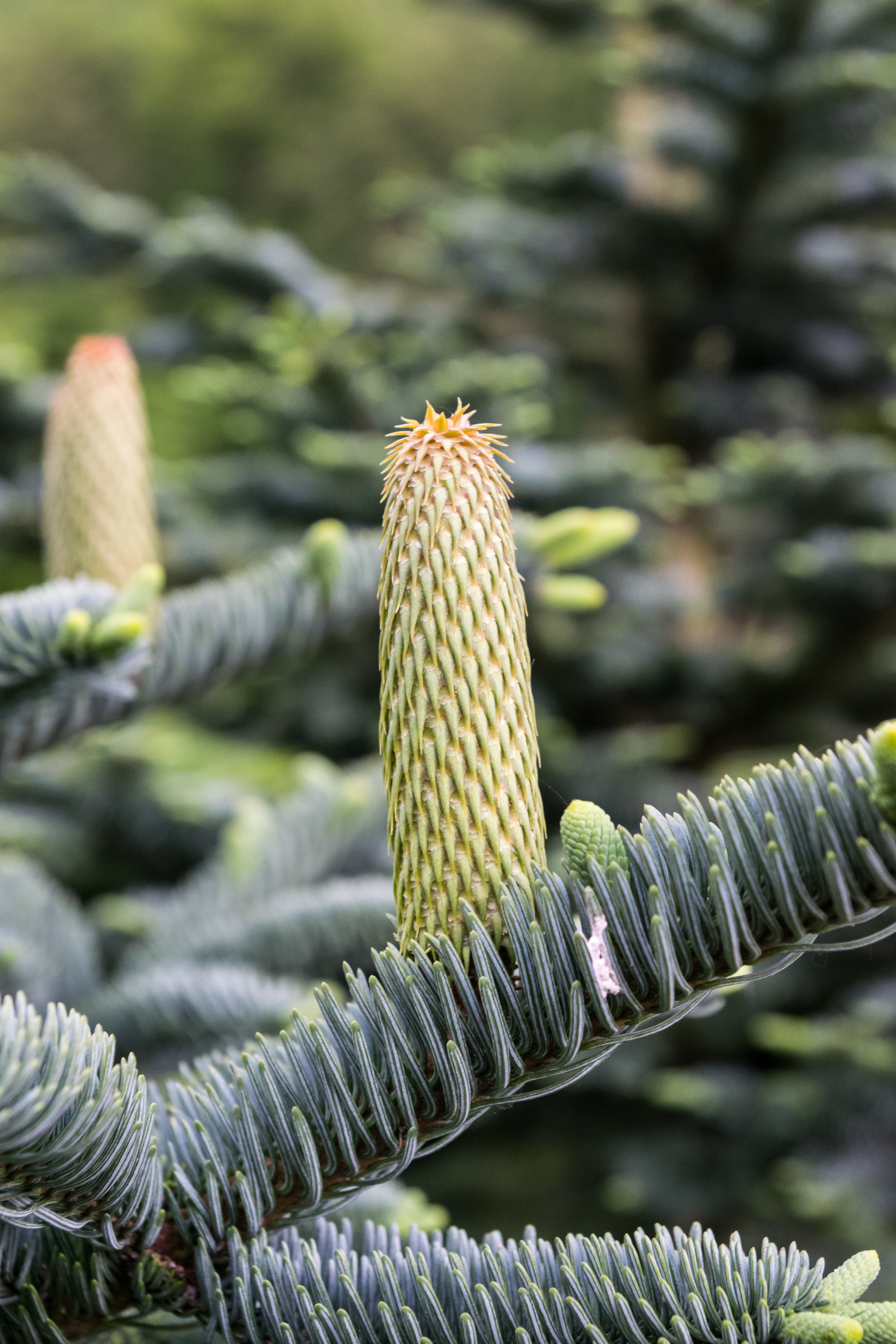
A. procera
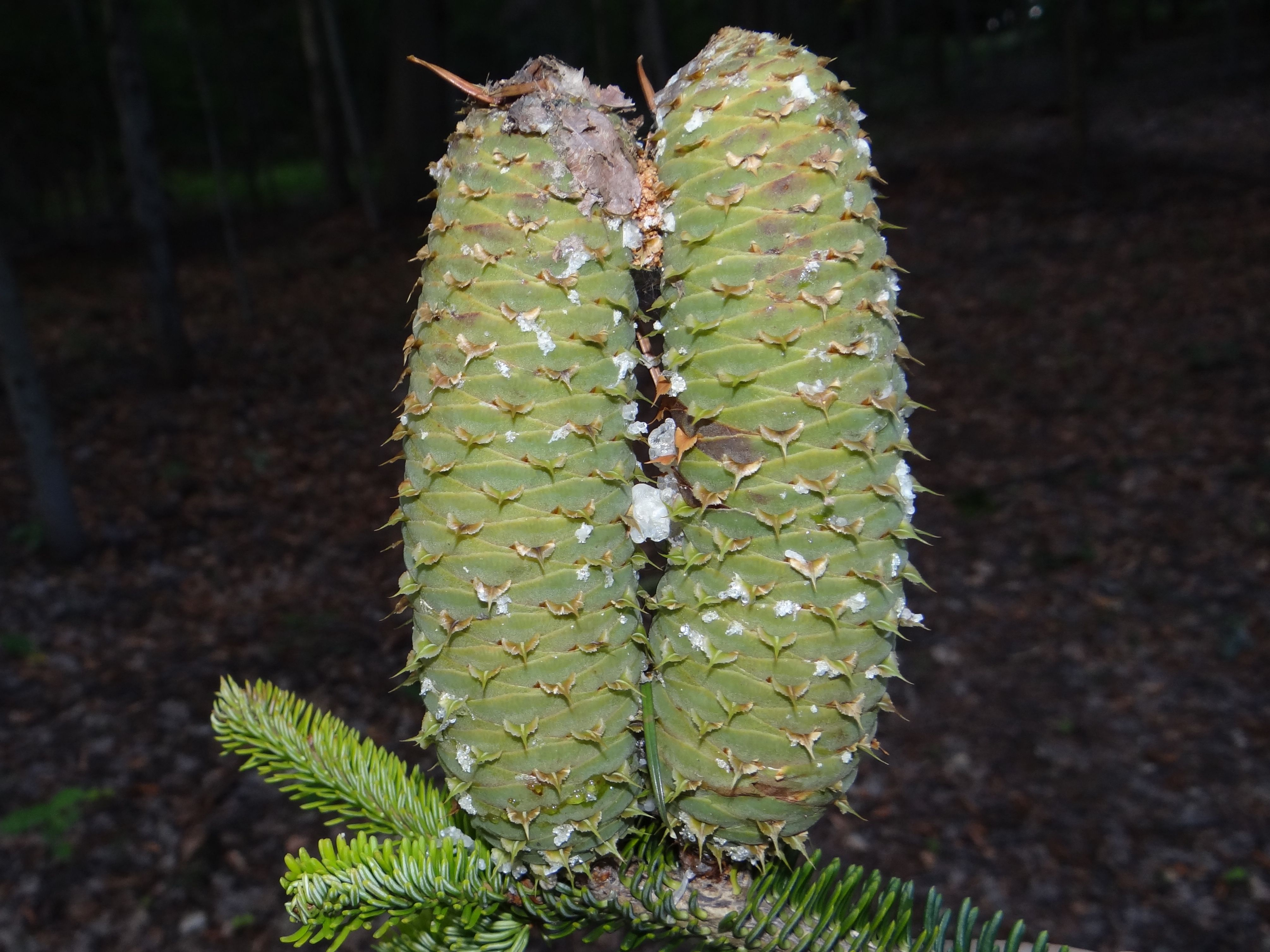
A. alba
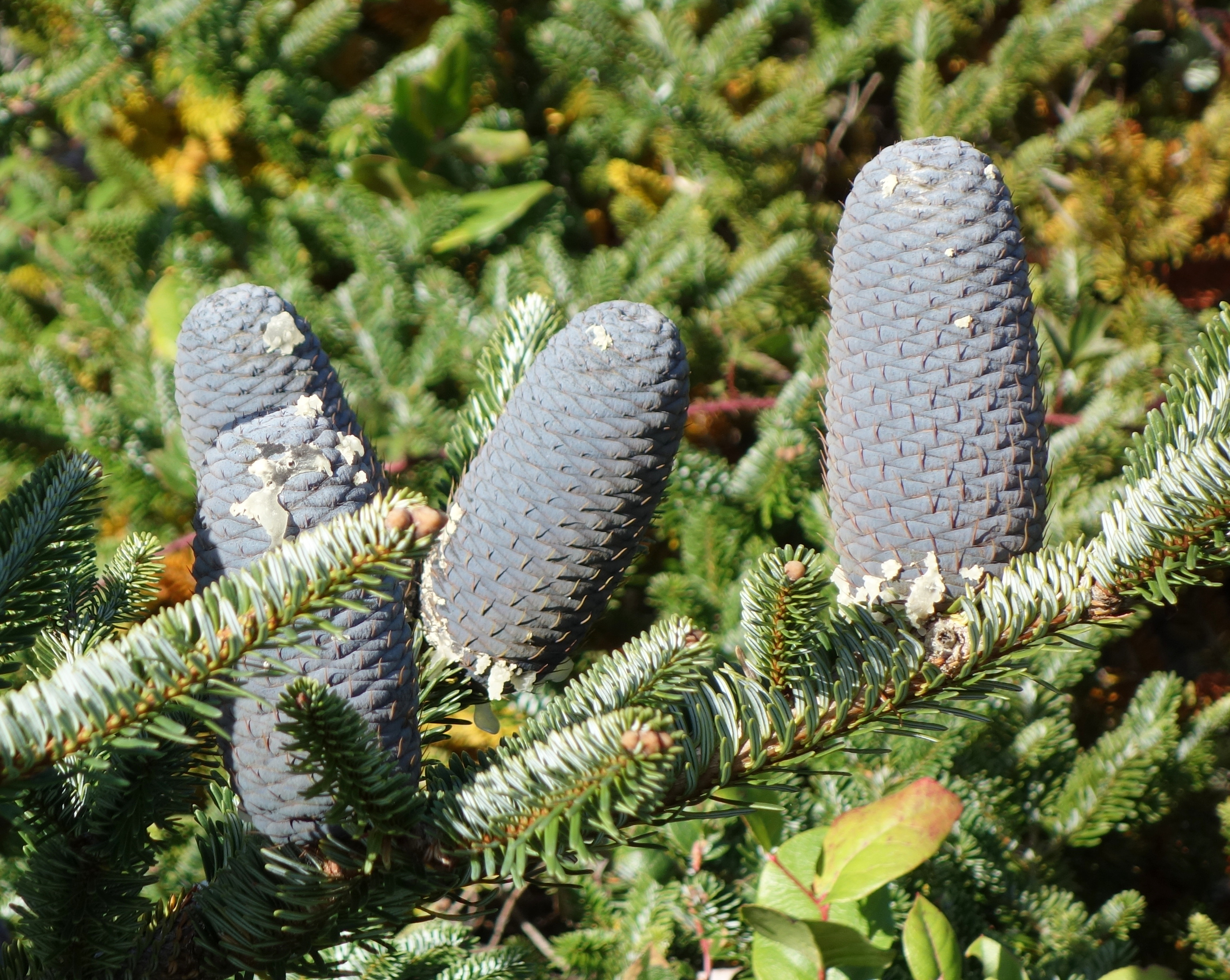
A. fabri
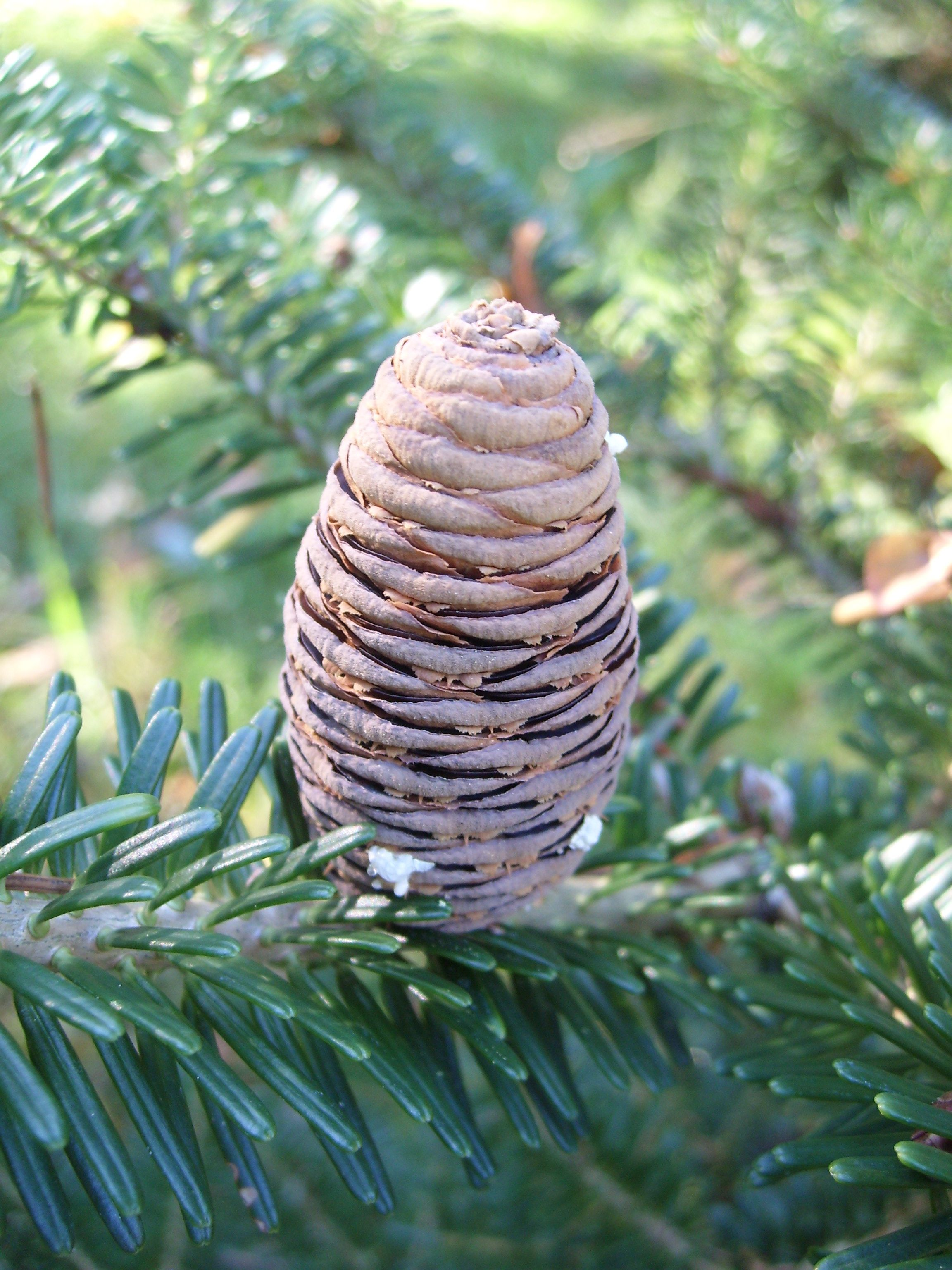
A. nephrolepis

### Semi
Hanno una parte alata, con una sacca resinosa alla giuntura tra corpo e ala.

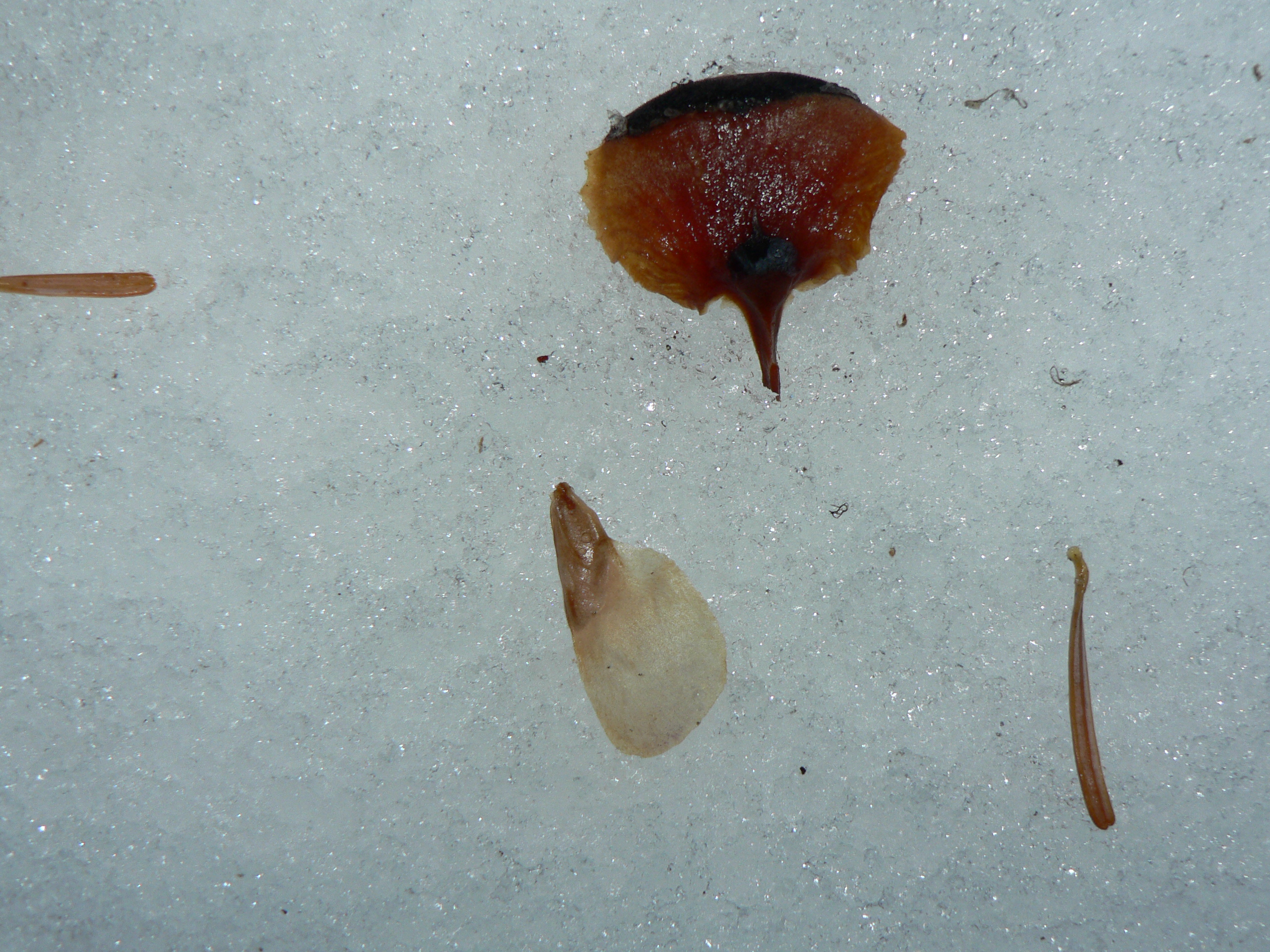
A. amabilis
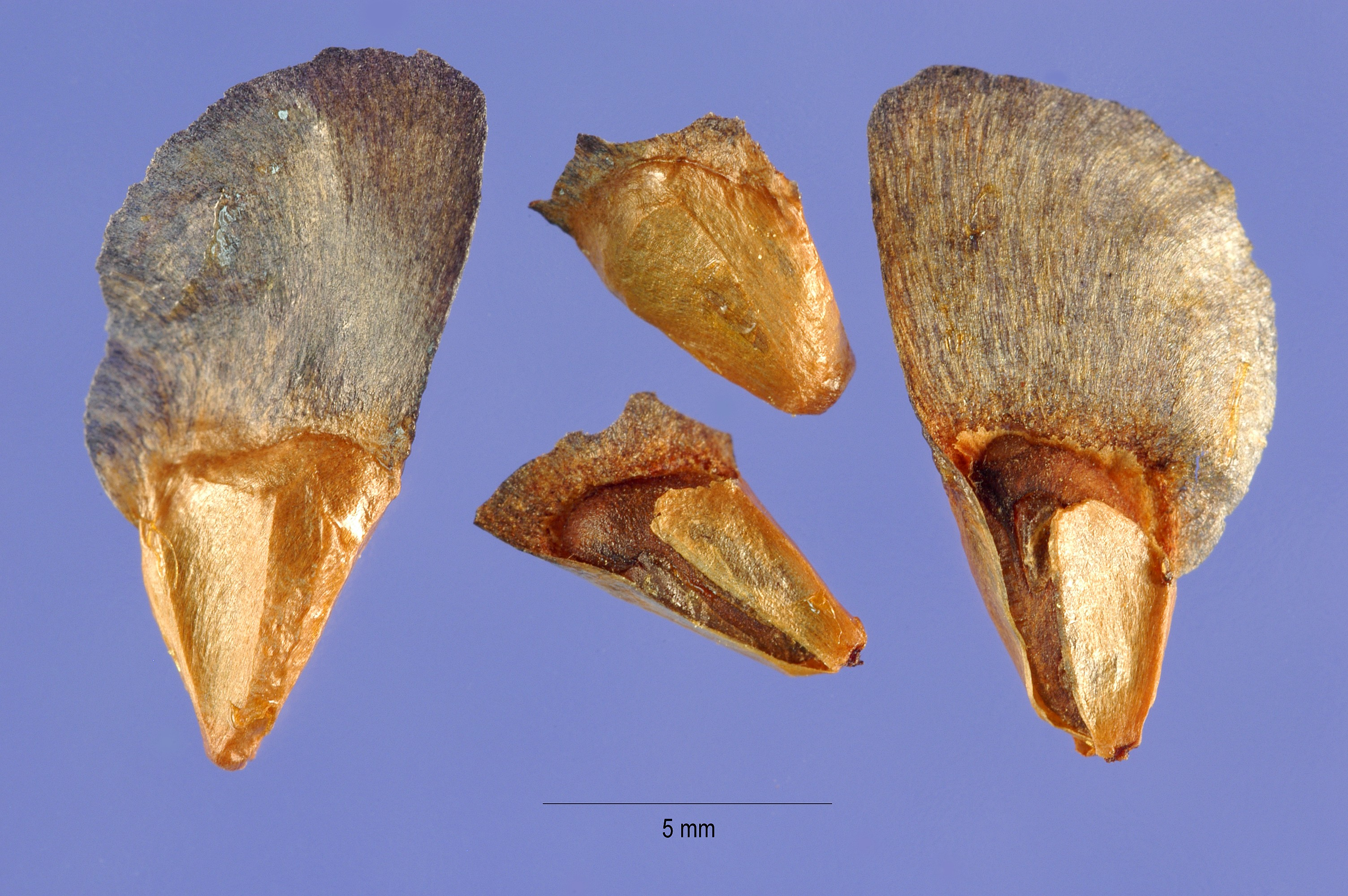
A. fraseri
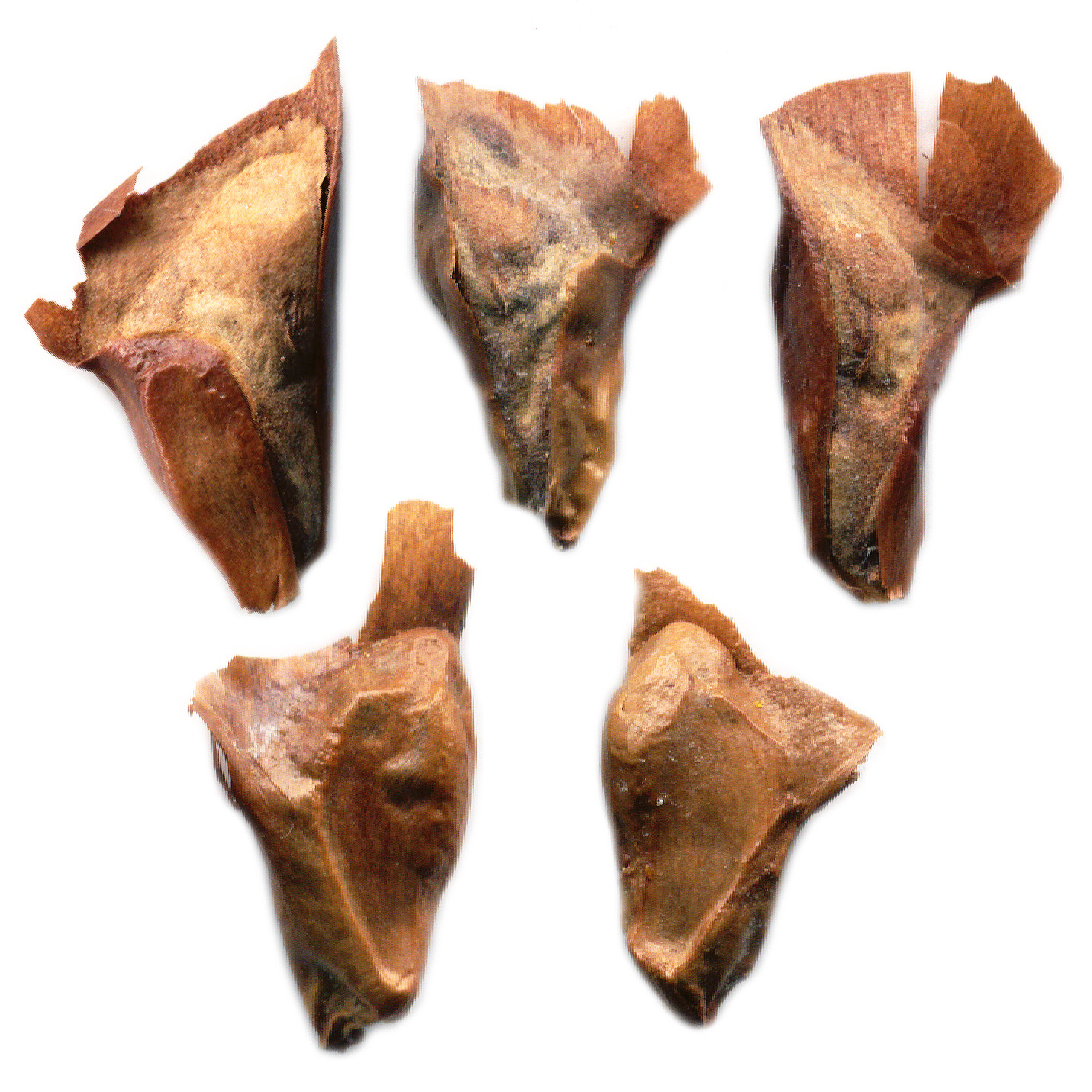
A. alba
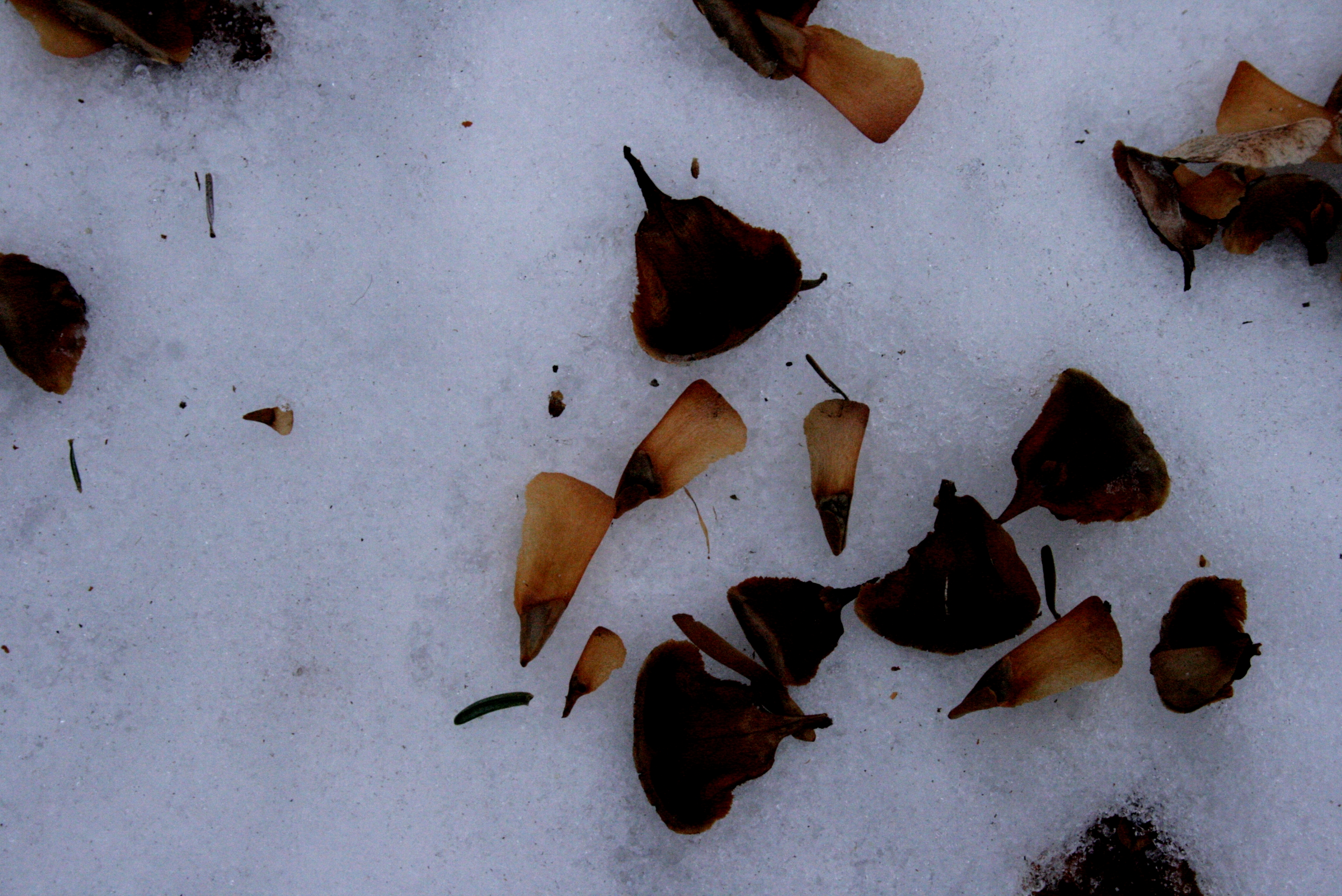
A. pinsapo
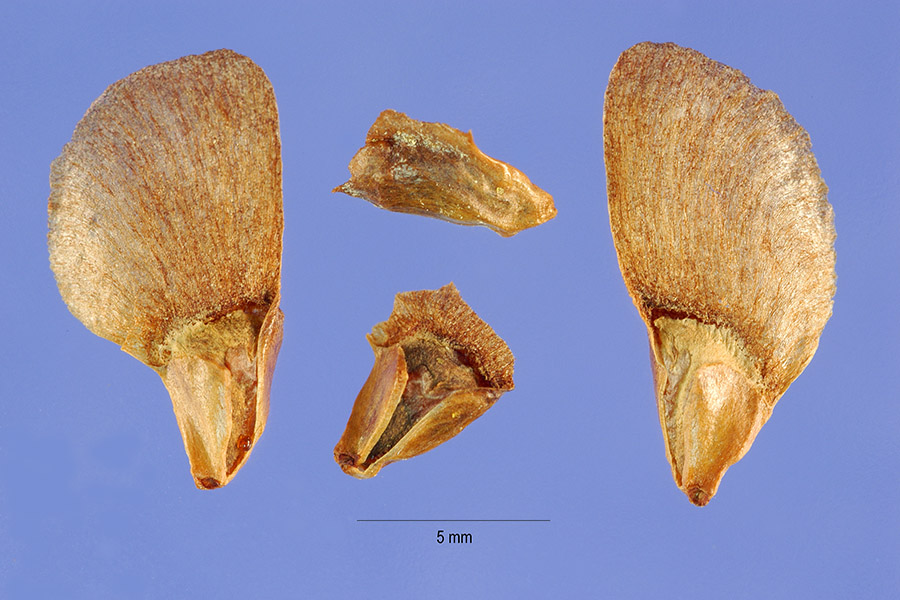
A. balsamea
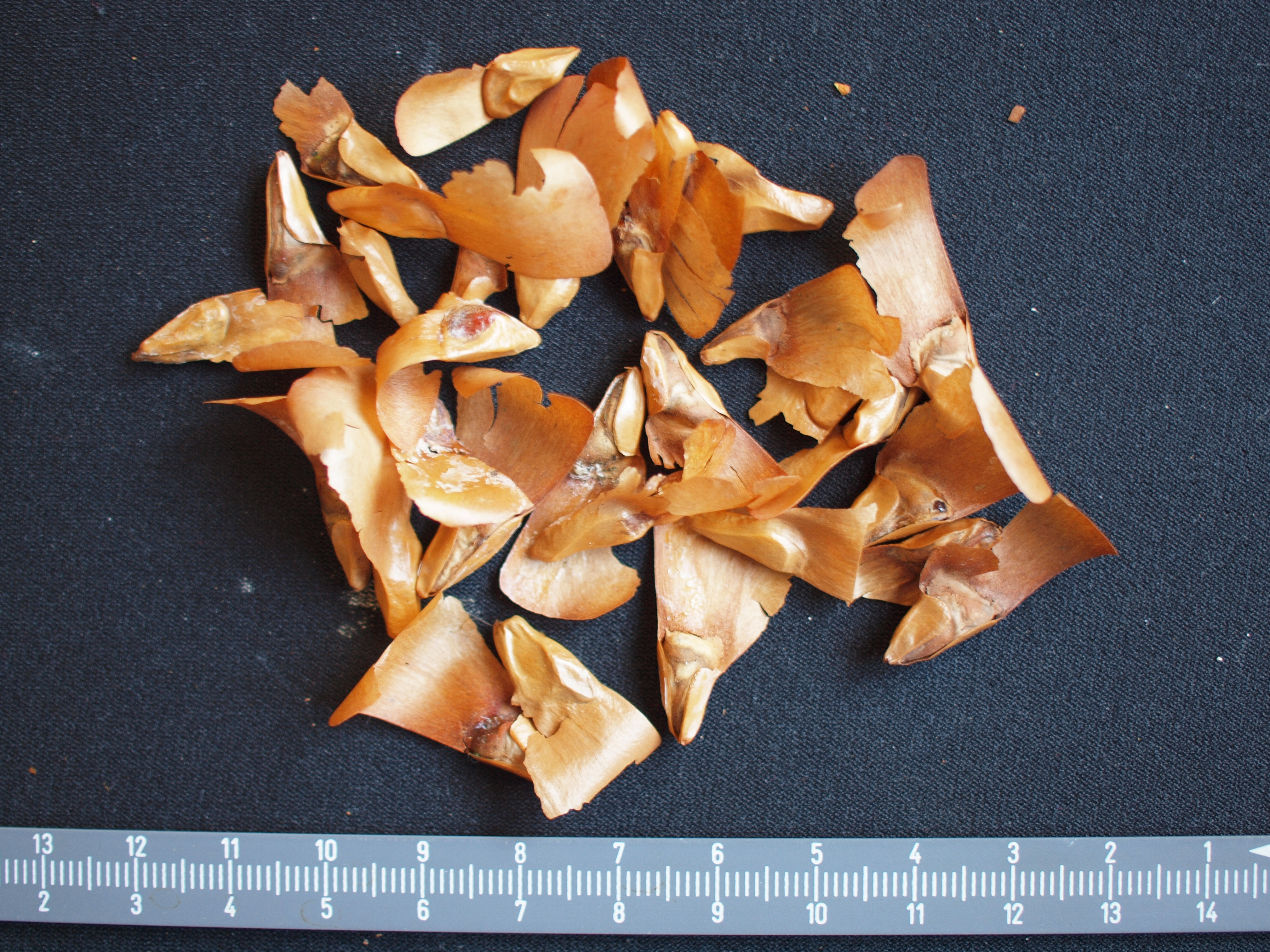
A. numidica

### Legno
Non contiene canali resinali.

## Distribuzione e habitat
Gli abeti si trovano in Europa, Africa settentrionale, Asia, America settentrionale e America centrale, ovvero nelle regioni temperate e boreali dell'emisfero settentrionale, in prevalenza montane, a parte A. balsamea e A. sibirica che hanno areale nordico. La distribuzione è molto articolata, in base ai requisiti ecologici e alla storia paleobotanica delle varie specie.
In Italia, la specie più diffusa è l'abete bianco (Abies alba), sulle Alpi e sugli Appennini, dove è l'unico abete spontaneo  (con rarissime eccezioni).
Nel Nord della Sicilia è presente una specie rarissima di abete: l'abete dei Nebrodi (Abies nebrodensis), limitato peraltro oggi alle Madonie e non ai Nebrodi, monti che gli hanno dato il nome.

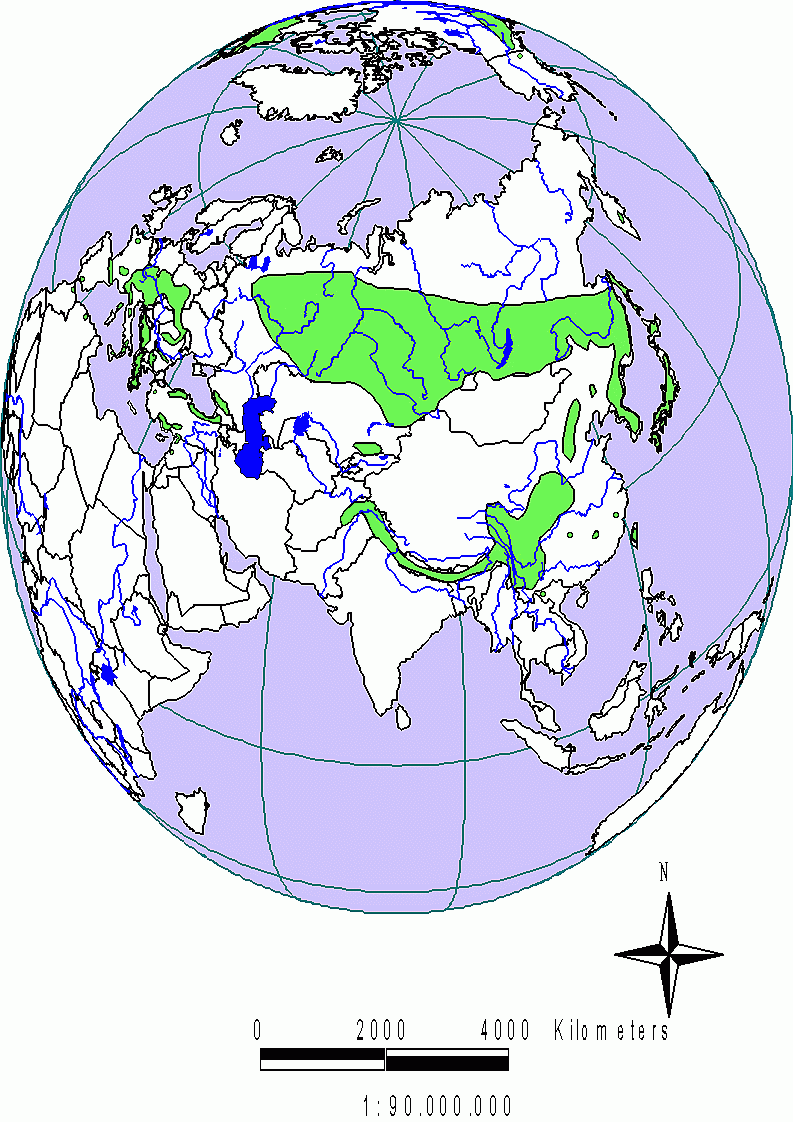
Distribuzione del genere in Eurasia
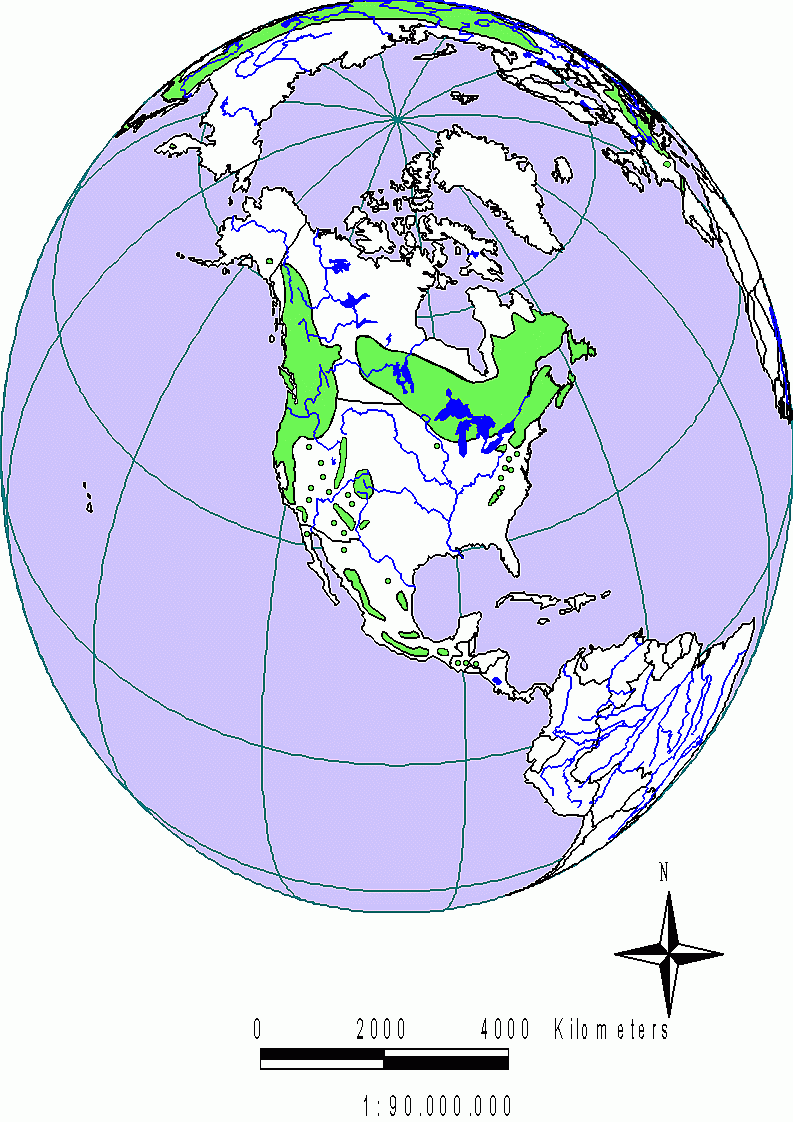
Distribuzione del genere in Nord America

## Tassonomia
Inizialmente (1753) posti da Linneo nel genere Pinus, insieme ai pini e ai pecci, gli abeti vennero assegnati un anno dopo al genere Abies da Miller (specie-tipo: A. alba). Nel tempo diversi autori hanno provato ad assegnarli a taxa superiori al livello di famiglia: ordine Abietales da Koehne nel 1893, famiglia Abietaceae da Bercht. e J.Presl nel 1820, sottofamiglia Abietoideae da Rich. ex Sweet nel 1826, tribù Abieteae da Rich. ex Dumort. nel 1827, sottotribù Abietinae da Eichler nel 1887.

## Sistematica
Il genere è stato recentemente rivisto prima da Rushforth (1987) e poi da Farjon (2010); la classificazione infragenerica qui di seguito, basata su 10 sezioni e 9 sottosezioni si riferisce proprio a questo ultimo studio:
- Sezione Abies Miller
  - Abies alba Mill.
  - Abies × borisii-regis Mattf.
  - Abies cephalonica Loudon
  - Abies cilicica (Antoine & Kotschy) Carrière
  - Abies nebrodensis (Lojac.) Mattei
  - Abies nordmanniana (Steven) Spach
- Sezione Piceaster Spach emend. Farjon et Rushforth 
  - Abies numidica de Lannoy ex Carrière
  - Abies pinsapo Boiss.
- Sezione Bracteata Engelm. emend. Sargent
  - Abies bracteata (D.Don) Poit.
- Sezione Momi Franco
  - Sottosezione Homolepoides (Franco) Farjon et Rushforth
    - Abies homolepis Siebold & Zucc.
    - Abies kawakamii (Hayata) Ito
    - Abies recurvata Mast.

  - Sottosezione Firmae (Franco) Farjon et Rushforth
    - Abies beshanzuensis M.H.Wu
    - Abies firma Siebold & Zucc.

  - Sottosezione Holphyllae Farjon et Rushforth
    - Abies chensiensis Tiegh.
    - Abies holophylla Maxim.
    - Abies pindrow (Royle ex D.Don) Royle
    - Abies ziyuanensis L.K.Fu & S.L.Mo
- Sezione Amabilis (Matzenko) Farjon et Rushforth
  - Abies amabilis (Douglas ex Loudon) J.Forbes
  - Abies mariesii Mast.
- Sezione Pseudopicea Hickel emend. Farjon et Rushforth
  - Sottosezione Delavayianae Farjon et Rushforth
    - Abies delavayi Franch.
    - Abies densa Griff.
    - Abies fabri (Mast.) Craib
    - Abies fanjingshanensis W.L.Huang, Y.L.Tu & S.Z.Fang
    - Abies fargesii Franch.
    - Abies forrestii Coltm.-Rog.
    - Abies spectabilis (D.Don) Mirb.
    - Abies yuanbaoshanensis Y.J.Lu & L.K.Fu

  - Sottosezione Squamatae E. Murray
    - Abies squamata Mast.
- Sezione Balsamea Engelm. emend. Farjon et Rushforth
  - Sottosezione Laterales Patschke emend. Farjon et Rushforth
    - Abies balsamea (L.) Mill.
    - Abies lasiocarpa (Hook.) Nutt.
    - Abies sibirica Ledeb.

  - Sottosezione Medianae Patschke emend. Farjon et Rushforth
    - Abies fraseri (Pursh) Poir.
    - Abies koreana E.H.Wilson
    - Abies nephrolepis (Trautv. ex Maxim.) Maxim.
    - Abies sachalinensis (F.Schmidt) Mast.
    - Abies veitchii Lindl.
- Sezione Grandis Engelm. emend. Farjon et Rushforth
  - Abies concolor (Gordon) Lindl. ex Hildebr.
  - Abies durangensis Martínez
  - Abies grandis (Douglas ex D.Don) Lindl.
  - Abies guatemalensis Rehder
- Sezione Oiamel Franco
  - Sottosezione Religiosae (Matzenko) Farjon et Rushforth
    - Abies religiosa (Kunth) Schltdl. & Cham.
    - Abies vejarii Martínez

  - Sottosezione Hickelianae Farjon et Rushforth
    - Abies hickelii Flous & Gaussen
    - Abies hidalgensis Debreczy, I.Rácz & Guízar
- Sezione Nobilis Engelm.
  - Abies magnifica A.Murray bis
  - Abies procera Rehder